# Geschichte der Lufthansa
Der Artikel Geschichte der Lufthansa befasst sich mit dem Zeitraum seit Gründung der Aktiengesellschaft für Luftverkehrsbedarf (LUFTAG) im Jahr 1953, die 1954 in Deutsche Lufthansa AG umbenannt wurde und ihren ersten Linienflug am 1. April 1955 durchführte. Die heutige Deutsche Lufthansa AG ist nicht Rechtsnachfolgerin der seit 1933 nationalsozialistisch geprägten „alten“ Deutschen Lufthansa AG.
Ungeachtet dessen stellt das heutige Unternehmen seinen ersten Linienflug am 1. April 1955 als „Neubeginn“ der unter dem Markennamen „Lufthansa“ operierenden Fluggesellschaft dar und macht sich in diesem Zusammenhang die technischen Fortschritte in der deutschen Verkehrsluftfahrt vor Gründung der heutigen Deutschen Lufthansa AG als Unternehmensgeschichte zu eigen. Mit Blick auf das NS-Regime ist dem heutigen Unternehmen bei seiner Selbstdarstellung eine bewusste Verdrängung der Beschäftigung von Zwangsarbeitern in der NS-Zeit nachgewiesen worden.
In keinerlei rechtlicher Beziehung stand die „neue“ Deutsche Lufthansa AG mit der von der DDR am 1. Mai 1955 gegründeten Deutschen Lufthansa, die 1963 liquidiert und deren Flugbetrieb von der Interflug weitergeführt wurde.

Logoentwicklung bei den Lufthansagesellschaften
Bereits 1918 hatte Otto Firle für die Deutsche Luft-Reederei das auch heute noch international bekannte Kranich-Logo der 1926 gegründeten Deutschen Luft Hansa AG kreiert. In den Jahren 1933 bis 1945 war die in Deutsche Lufthansa AG umbenannte Fluggesellschaft gehalten, die Hakenkreuzfahne des NS-Regimes auf den Seitenleitwerken ihrer Flugzeuge aufzutragen.
Logo von 1954 der heutigen Deutschen Lufthansa AG
Logo mit Seitenleitwerk-Emblem von 1988 bis zum 6. Februar 2018
Das 1962 von Otl Aicher erstellte Corporate Design in Schriftart Helvetica wurde bis zum 6. Februar 2018 genutzt.[6]
Zweitlogo der Lufthansa bis zum 6. Februar 2018
Das aktuelle Logo seit dem 7. Februar 2018

## Vorgeschichte
Einzelne ehemalige Mitarbeiter der vormaligen „Lufthansa“ (sogenannte „Lufthanseaten“) versuchten bereits kurz nach Kriegsende, wieder die Grundlage für zivilen Luftverkehr in Deutschland zu schaffen. Allerdings hatten die Siegermächte sowohl den Flugzeugbau als auch den Flugbetrieb zunächst verboten. Jedoch waren der Kalte Krieg und das sogenannte „Wirtschaftswunder“ Anfang der 1950er-Jahre mitursächlich dafür, dass bereits kurze Zeit nach dem Zweiten Weltkrieg wieder in Deutschland geflogen werden durfte und – sowohl in finanzieller als auch in technischer Hinsicht – geflogen werden konnte. Im Zuge des rasanten Wiederaufbaus der Zivilluftfahrt in Deutschland erfolgte schnell die erstmalige Gründung einer westdeutschen Fluggesellschaft, wofür frühzeitig der Firmenname „Lufthansa“ käuflich erworben wurde. Im weiteren Verlauf entwickelte sich diese – offiziell schließlich als Deutsche Lufthansa AG firmierende – Fluggesellschaft zu einem profitablen, modernen und weltweit agierenden Flag-Carrier.
| Vorstandsvorsitzender                                                                           | Zeitraum  |
| ----------------------------------------------------------------------------------------------- | --------- |
| Hans M. Bongers                                                                                 | 1954–1964 |
| Die Vorstandsmitglieder waren gleichberechtigt. Herbert Culmann wurde 1970 „Vorstandssprecher“. | 1965–1972 |
| Herbert Culmann (1921–1998)                                                                     | 1972–1982 |
| Heinz Ruhnau                                                                                    | 1982–1991 |
| Jürgen Weber                                                                                    | 1991–2003 |
| Wolfgang Mayrhuber                                                                              | 2003–2010 |
| Christoph Franz                                                                                 | 2011–2014 |
| Carsten Spohr                                                                                   | seit 2014 |

1951 richtete Bundesverkehrsminister Seebohm im Verkehrsministerium eine Luftfahrtabteilung ein und verpflichtete Hans M. Bongers, letzter Verkehrsleiter der „alten“ Lufthansa, mit einem „Beratungsauftrag für Luftfahrtangelegenheiten“. In Köln wurde kurz danach das „Büro Bongers“ gegründet, in dem ehemalige „Lufthanseaten“ Unterlagen erarbeiteten, welche für die Bundesrepublik Deutschland die Möglichkeit und Vorzüge einer deutschen Fluggesellschaft zeigen sollten. Es bezog am 15. April 1952 Räume im Gebäude der Alten Universität, Claudiusstraße, das 1907 für die Städtische Handelshochschule Köln erbaut worden war. Hier hatte die Lufthansa 18 Jahre lang ihren Sitz, bis sie 1969 ins Lufthansahochhaus in Deutz zog.
Am 26. Juni 1952 beschloss die Bundesregierung, dass für den geplanten Luftverkehr eine Vorbereitungsgesellschaft gegründet werden sollte. Am 26. September 1952 wurden von der Bundesregierung die Vorbereitungen zur Gründung einer Aktiengesellschaft für Luftverkehrsbedarf (LUFTAG) beschlossen und mit sechs Mio. DM Stammkapital unterstützt. Für den Aufbau einer deutschen Luftverkehrsgesellschaft konnten somit alle Vorbereitungen getroffen werden. Wie schon 1926 war am Aufbau Kurt Weigelt von der Deutschen Bank maßgeblich beteiligt. Lukrative Maschinen, günstige Preise und guter Service bei hoher Zuverlässigkeit ließen die neue Fluggesellschaft schließlich unter dem käuflich erworbenen Firmennamen „Lufthansa“ schnell in die Gewinnzone fliegen.

## Gründung

Aktuelles Logo der heutigen Deutschen Lufthansa AG seit dem 7. Februar 2018. Die Traditionsfarbe Gelb wird seitdem nur noch vereinzelt zur Hervorhebung (z. B. Hinweise) oder zur farblichen Auflockerung (z. B. Uniform-Halstuch) verwendet.

Aktuelles Logo des Lufthansa-Konzerns Lufthansa Group

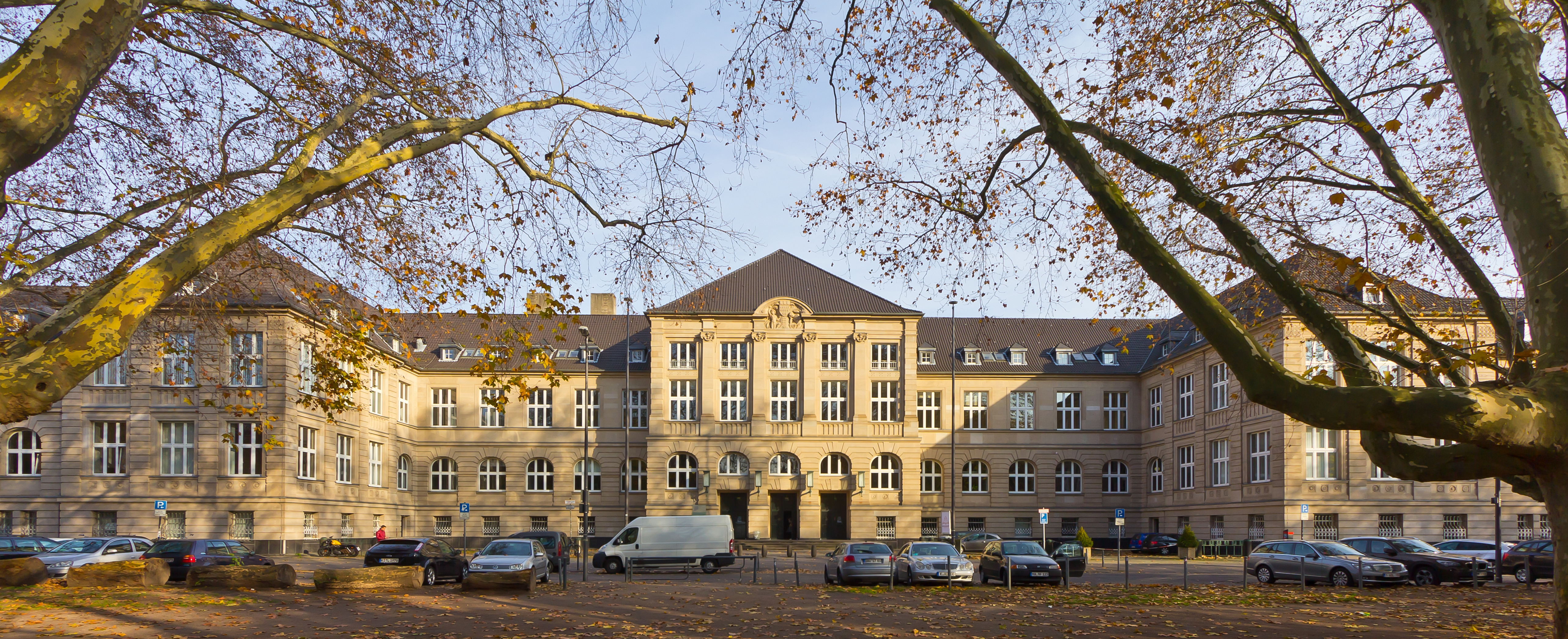
Lufthansasitz 1952–1969, jetzt FH-Köln

Die heutige, am 6. Januar 1953 zunächst unter dem Firmennamen LUFTAG (Aktiengesellschaft für Luftverkehrsbedarf) gegründete „neue“ Deutsche Lufthansa AG war bis 1962 zu fast 100 Prozent in staatlichem Besitz. 1966 wurde die Lufthansa-Aktie erstmals an der Börse gehandelt. Bis 1994 war „die Lufthansa“ die offizielle nationale Fluggesellschaft der Bundesrepublik Deutschland. Dann reduzierte die öffentliche Hand ihren Anteil von über 50 Prozent auf nur noch 34 Prozent der Aktien. Seit 1997 ist die Deutsche Lufthansa AG vollständig privatisiert und leitet nunmehr den gesamten Lufthansa-Konzern (Lufthansa Group), wobei die Passagierbeförderung im Linienflugbetrieb weiterhin das Kerngeschäft des Konzerns ist. Zu diesem Geschäftsfeld „Passage“ gehören – über die durch die Deutsche Lufthansa AG in Alleinzuständigkeit geleitete Fluggesellschaft „Lufthansa“ (Lufthansa German Airlines) hinaus – noch zahlreiche weitere konzerneigene Fluggesellschaften im In- und Ausland mit jeweils eigener Geschäftsführung unter Aufsicht der Deutschen Lufthansa AG.
Ungeachtet der rechtlichen Zäsur (Neugründung) war die neue Deutsche Lufthansa AG aufgrund stellenweiser Personalkontinuität mit der NS-Vergangenheit der alten Lufthansa belastet. So war der wegen Verschweigung seiner SS-Fördermitgliedschaft und wegen Kriegsverbrechen mit zwei Jahren Gefängnis vorbestrafte Kurt Weigelt (Luft Hansa-Mitgründer 1926) sowohl der letzte stellvertretende Aufsichtsratsvorsitzende der alten Lufthansa als auch Aufsichtsratsvorsitzender sowohl der Vorbereitungs- und Gründungsgesellschaft LUFTAG (1953–1954, s. o.) als auch der daraus hervorgegangen heutigen Deutschen Lufthansa AG. Kurt Knipfer war jeweils in seiner Funktion als Ministerialbeamter sowohl zu NS-Zeiten als auch in den 1950er Jahren Mitglied in den o.a. Aufsichtsräten.

## 1950er-Jahre

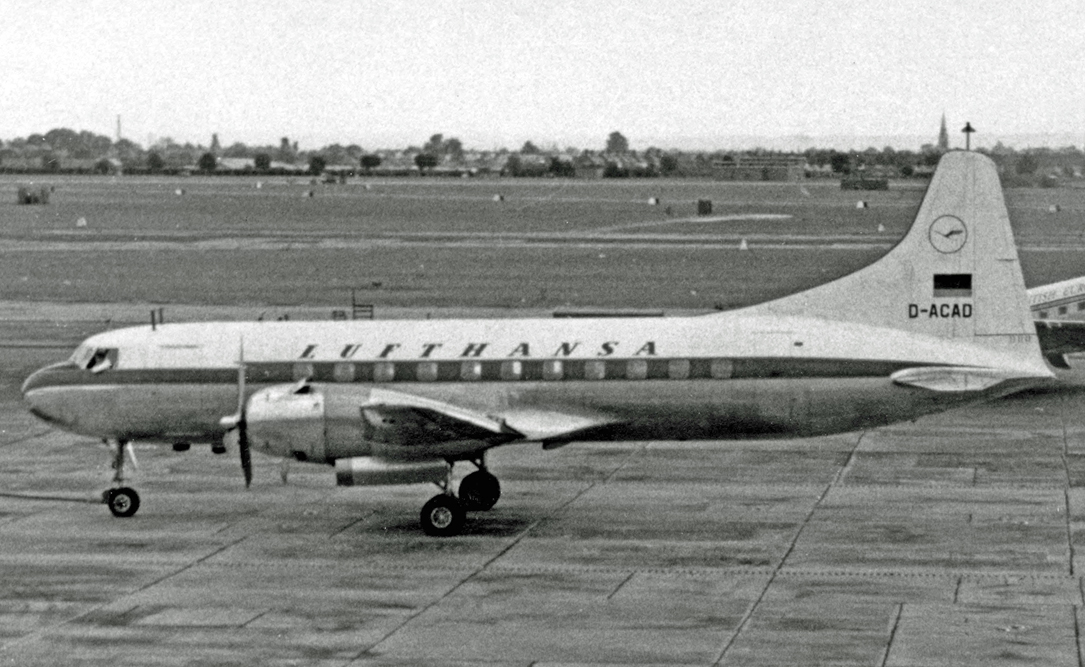
Das erste Flugzeug der Lufthansa, eine Convair 340, wurde im August 1954 ausgeliefert.

Am 6. Januar 1953 wurde zunächst die LUFTAG (Aktiengesellschaft für Luftverkehrsbedarf) unter Beteiligung von Nordrhein-Westfalen, dem Bund und der Deutschen Bundesbahn gegründet. Im August bestellte die LUFTAG vier Lockheed L-1049G „Super Constellation“. Im November 1953 begann die Piloten- beziehungsweise Flugbegleiterausbildung des ersten Bordpersonals.
Am 6. August 1954 beschloss die ordentliche Hauptversammlung der LUFTAG den Namen LUFTAG in „Deutsche Lufthansa AG“ zu ändern und diese wurde mit einem Kapital von 50 Millionen Deutsche Mark (DM) ausgestattet (entspricht inflationsbereinigt 155 Millionen Euro). Am 17. September 1954 erwarb die LUFTAG für 30.000 DM (inflationsbereinigt 93.000 Euro) die Markenrechte der alten „Deutschen Lufthansa AG in Liquidation“ inklusive Kranich-Logo und Flagge. Das Stammkapital von sechs Millionen DM kam vom Bund und dem Land Nordrhein-Westfalen. Ende 1954 waren bereits fast 600 Personen bei der „neuen“ Lufthansa beschäftigt.

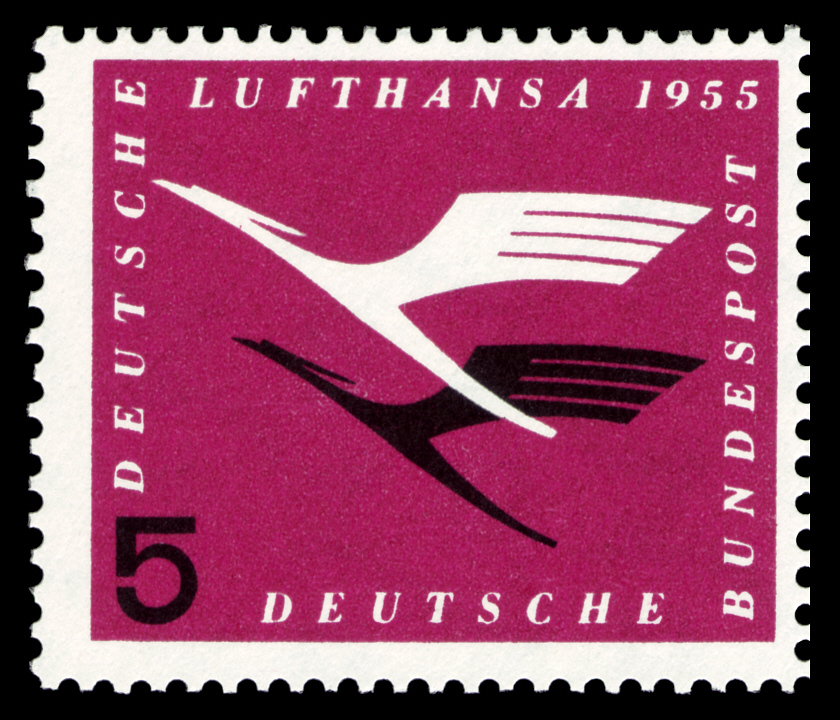
Briefmarke (1955) (Entwurf: Karl Oskar Blase) zum Betriebsbeginn

Im Jahr 1955 erteilten die Alliierten der neuen Deutschen Lufthansa die Genehmigung zum Kauf von vier Convair CV-340 und etwas später für vier Super-Constellation-Flugzeugen. Am 1. März 1955 konnte der Probeverkehr aufgenommen werden. Mit dem Beginn des planmäßigen Linienflugverkehrs innerhalb Westdeutschlands am 1. April 1955 wurden zunächst vier Convair CV-340 eingesetzt. Die ersten Verbindungen bestanden zwischen Hamburg, Düsseldorf, Köln/Bonn, Frankfurt und München. Kurze Zeit später lieferte Lockheed in einem Nonstopflug von New York nach Hamburg die erste Super-Constellation-Langstreckenmaschine aus. Laut Aussagen des ehemaligen Lockheed-Verkäufers Paul White erhielten der Vorstand der Deutschen Bank Hermann Josef Abs und der Bundesminister Franz Josef Strauß Gelder im Zusammenhang mit dem Verkauf von Flugzeugen des Typs Lockheed Constellation und Electra an die Lufthansa.

„White teilte dem ausländischen Verteidigungsministerium mit, dass Lockheed Frank Fahle auf Vorschlag von Herman Abs angestellt hat, dass Abs und Strauss im Zusammenhang mit dem Verkauf der Constellations und Electras an Lufthansa Geld bekommen haben und dass dieses Handlungsmuster auch weiterhin für den Verkauf der 104 gilt.“

Am 15. Mai 1955 konnten die ersten Ziele im Ausland angeflogen werden. Am 8. Juli 1955 erfolgte die Aufnahme in die IATA und am selben Tag begann der planmäßige Nordatlantikdienst (zunächst noch mit US-amerikanischen Piloten der TWA). Bereits zwei Monate später wurde der Nordatlantik das hundertste Mal überflogen. Von der Bundesregierung wurden Anfang September 1955 zwei Super Constellation für die Reise Konrad Adenauers und seiner Delegation nach Moskau zu den Verhandlungen über die Freilassung der letzten deutschen Kriegsgefangenen („Heimkehr der Zehntausend“) gechartert. Eine der beiden Maschinen ist in der Flugausstellung Hermeskeil ausgestellt.
Die Verkehrsfliegerschule in Hamburg wurde am 1. Oktober eröffnet. Anfang November kam als neues Ziel Stuttgart hinzu.
Am 21. Dezember 1955 wurde die Chartergesellschaft Deutscher Flugdienst als Tochtergesellschaft der Deutschen Lufthansa AG und zugleich als Gemeinschaftsunternehmen mit der Deutschen Bundesbahn, dem Norddeutschen Lloyd, Hapag, Deutsche Dampfschiffahrtsgesellschaft-„Hansa“ und der Hamburg-Amerika-Linie gegründet, aus der später die Condor Flugdienst hervorging (Erstflug am 1. April 1956).

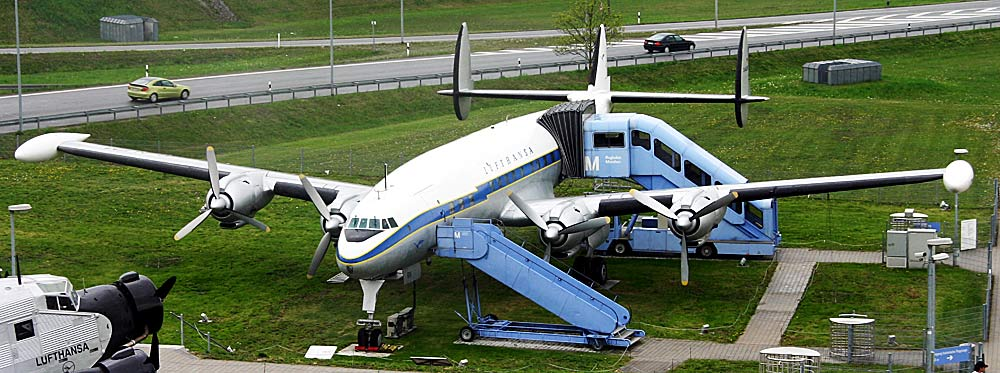
Lockheed L-1049G Super Constellation in DLH-Farben

Sowohl die Deutsche Lufthansa AG als auch die 1955 von der Regierung der DDR gegründete Deutsche Lufthansa (Ost) verwendeten anfänglich Markenzeichen der „alten Lufthansa“. Allerdings hatte die DDR-Regierung es versäumt, für die Deutsche Lufthansa (Ost) zuvor die Namens- und Markenrechte zu sichern, so dass sie 1958 auf internationalen Druck in Interflug umbenannt wurde.
Ende März 1956 startete eine Super Constellation erstmals mit ausschließlich deutscher Besatzung in die Vereinigten Staaten. Einen Monat später wurden Montréal und Chicago als neue Ziele in Nordamerika angesteuert. Am 1. Mai 1956 wurde die Verkehrsfliegerschule der Lufthansa in Bremen eröffnet. Im August 1956 wurde der Südamerikadienst mit den Zielen Rio de Janeiro, São Paulo und Buenos Aires aufgenommen. Ab September 1956 flog die Lufthansa in den nahen und mittleren Osten mit den Zielen Istanbul, Beirut, Bagdad und Teheran. Spätestens seit diesen Auslandseinsätzen galt die Lufthansa als nationale Fluggesellschaft der Bundesrepublik Deutschland.
Ab dem 2. April 1957 befanden sich fünf neue Convair CV-440 in der Flotte. Die Verbindung nach Österreich wurde Mitte April 1957 aufgenommen. Eine Weiterentwicklung der Super Constellation, die Lockheed Starliner, flog 1957 von Kalifornien 9300 Kilometer nonstop nach Hamburg. Im Dezember 1957 erfolgte mit einer gecharterten Douglas DC-4 die Eröffnung eines Frachtdienstes von Deutschland in die USA. Ab 5. Januar 1957 flogen die neuen Lockheed Starliner die Strecke Frankfurt–New York nonstop im Passagierdienst. Wöchentlich fanden jetzt 30 Transatlantikflüge statt. Das Gesamtverkehrsvolumen stieg im Vergleich zum Vorjahr um gut 60 Prozent. Zusammen mit der British European Airways (BEA) wurde ein Europafrachtdienst eingerichtet.

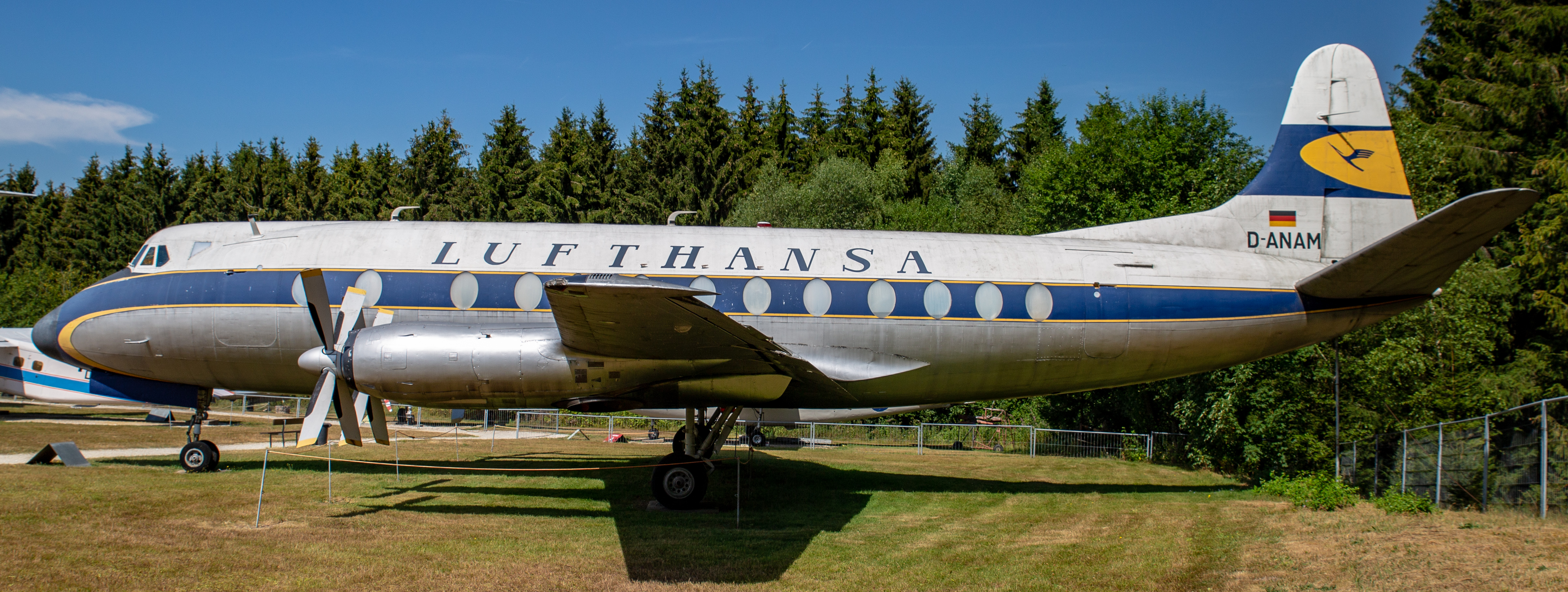
Vickers 814D Viscount der Lufthansa

Die Lufthansa-Flotte wurde ab Oktober 1958 um neue Turboprop-Maschinen Vickers Viscount für Mittelstrecken erweitert. Auch die Super Constellation wurden nun auf den Mittelstrecken eingesetzt. So kamen ab November 1958 Flüge nach Kairo hinzu.
Im Jahr 1959 übernahm die Deutsche Lufthansa AG die Anteile der bisherigen Mitgesellschafter der „Condor Flugdienst“ und eröffnete ihren Nonstop-Frachtdienst von Frankfurt nach New York. Im April 1959 wurde eine Linie nach Stockholm eingerichtet und im Mai 1959 wurde erstmals Athen angeflogen. Am 11. Januar 1959 stürzte auf dem Lufthansa-Flug 502 die Super Constellation mit dem Kennzeichen D-ALAK beim Landeanflug auf den Flughafen Rio de Janeiro ab. Alle 29 Passagiere sowie sieben der zehn Besatzungsmitglieder starben. Im Winterflugplan 1959 standen Karatschi, Bangkok und Kalkutta erstmals im Flugplan.

## 1960er-Jahre

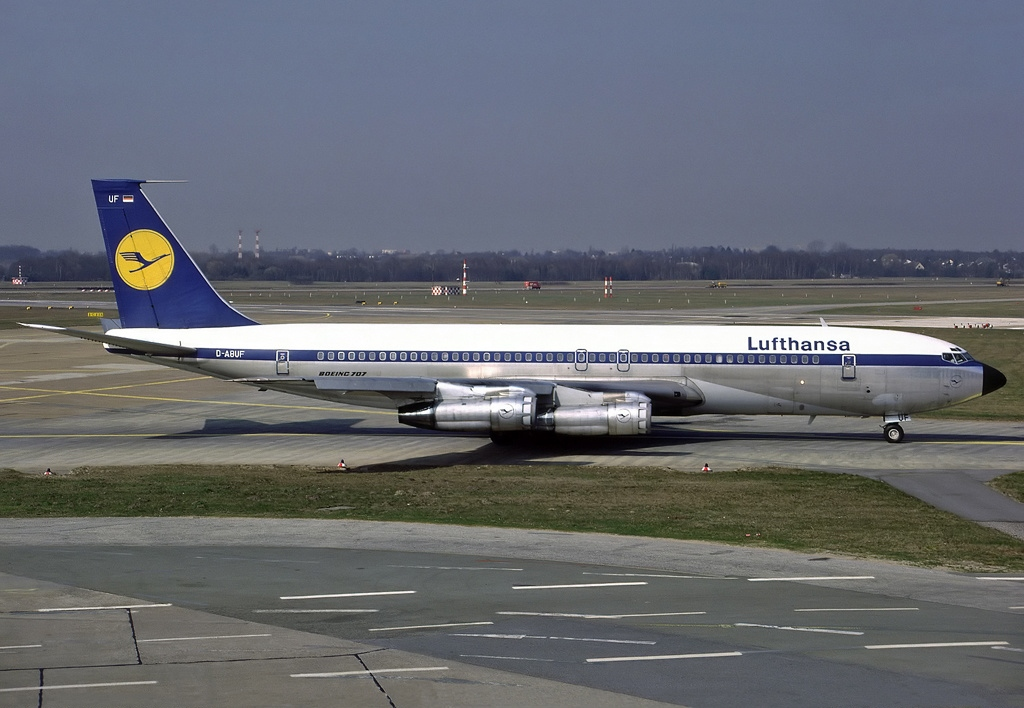
Boeing 707 der Lufthansa

Die 1960er-Jahre standen im Zeichen des Fortschrittglaubens und des unbegrenzten Wachstums. Das Düsenflugzeug stand im Mittelpunkt des Interesses. Insbesondere auch neue Frachtfluglinien beschleunigten den Warentransport. Linienflüge in den Ostblock überwanden dabei ideologische Grenzen.

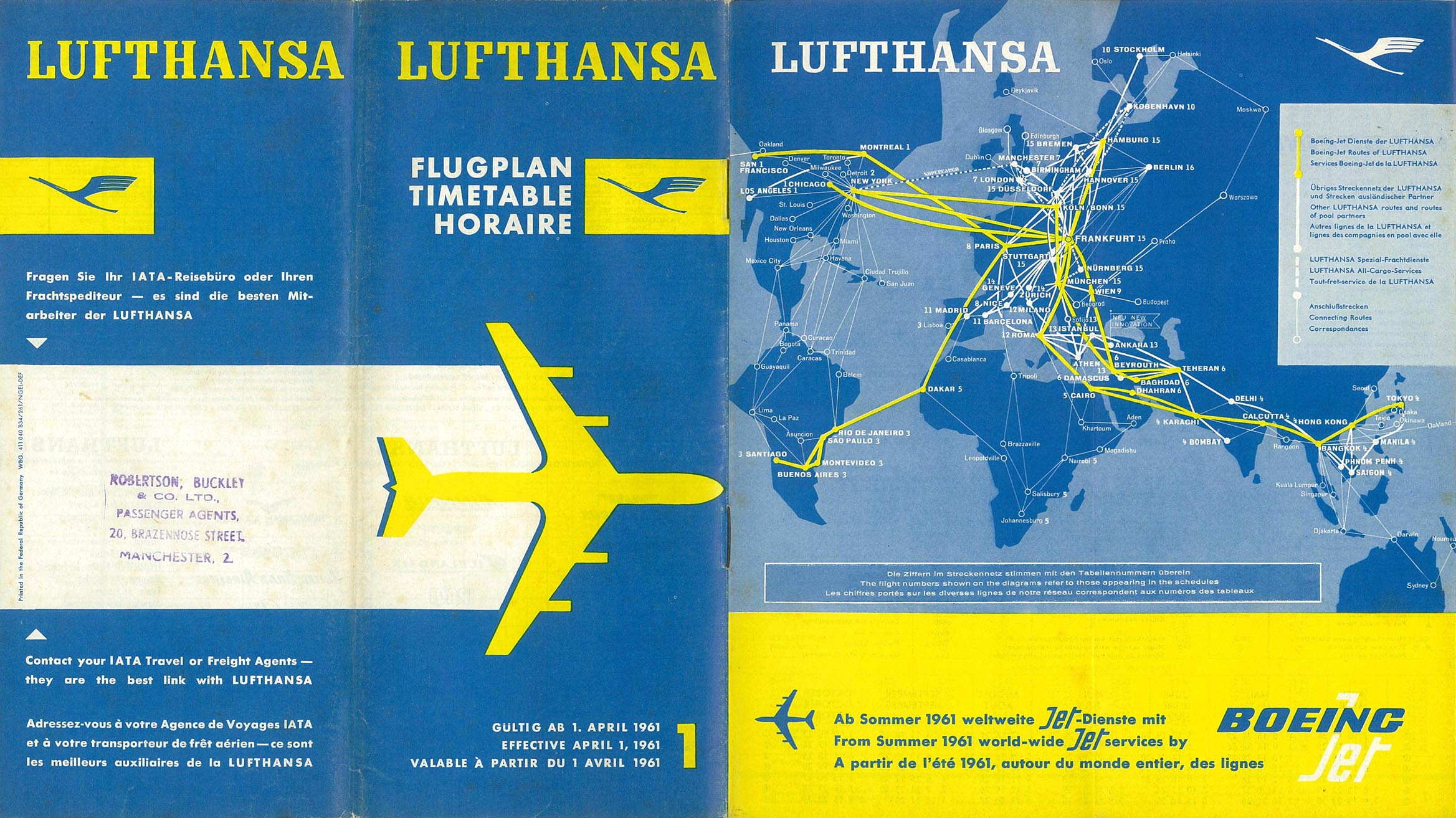
Sommerflugplan 1961

Mit der ersten Lufthansa-Boeing 707, die am 2. März 1960 in Hamburg eintraf, begann bei der deutschen Gesellschaft das Düsenzeitalter. Der erste Passagierflug mit dieser Maschine fand am 13. März 1960 von Hamburg über Frankfurt/M. nach New York statt.
Ab 1961 wurde die Verbindung nach Bangkok bis Tokio verlängert und auf die Boeing 707 umgestellt. Zu dem Langstreckentyp 707 kamen zunächst vier (im Folgejahr noch vier weitere) Mittelstreckenmaschinen des Typs Boeing 720-030B hinzu, die ab Juli 1961 die Verbindungen in den Nahen und Mittleren Osten sowie Afrika (Lagos) bedienten. Zwei Boeing 720 (D-ABOK und D-ABOP) stürzten 1961 und 1964 bei Trainingsflügen über westdeutschem Territorium ab. Ab dem 1. September 1961 wurde ein Nachtpostflugnetz eingerichtet und von Convair CV-440 und Viscount-Maschinen bedient. Im Dezember 1961 wurde in Kooperation mit der Seaboard World Airlines auch noch ein reiner Frachtdienst auf der Nordatlantikstrecke eingerichtet.
Im Jahr 1962 nahm die Lufthansa den Liniendienst nach Afrika auf. Ab März 1962 wurde zweimal wöchentlich Lagos in Nigeria angeflogen. Ab Mai 1962 wurde Johannesburg mit Zwischenlandungen in Athen, Khartum, Nairobi und Salisbury (dem heutigen Harare) angeflogen.
Ab 1963 wurden die eigentlich für Langstrecken konzipierten Propeller-Flugzeuge des Typs Lockheed Super Constellation immer mehr auf Kurzstrecken eingesetzt. Ab dem 1. April 1963 erfolgte unter dem Namen „Airbus“ probeweise ihr Einsatz in einem Pendeldienst zwischen Frankfurt und Hamburg, der ohne Buchung, Abfertigung und Bordservice konzipiert war. Die Preise für die innerdeutschen Strecken lagen auf dem Niveau der Bahnpreise. Die Bundesbahn legte dagegen Beschwerde ein. Erstmals wurde ab 1963 Palma de Mallorca angeflogen.

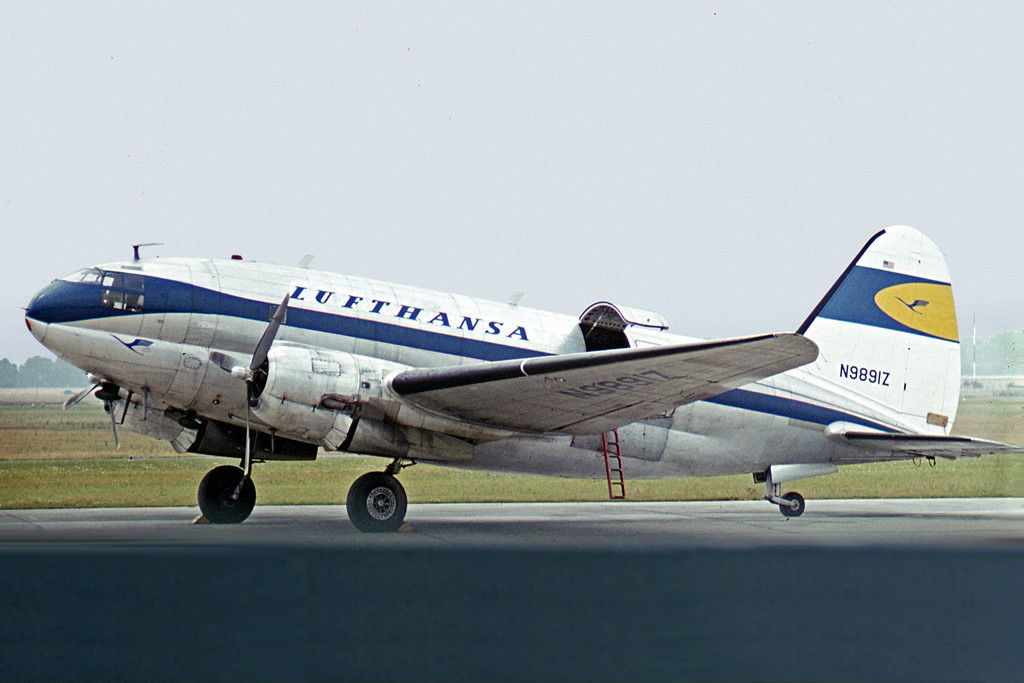
Curtiss C-46 Commando im Einsatz für Lufthansa

Ein von der Deutschen Lufthansa AG vor dem Höheren Wirtschaftsgericht der Republik Serbien in Belgrad wegen Markenrechtsverletzung gegen die Deutsche Lufthansa (Ost) angestrengter Zivilprozess wurde im September 1963 ausgesetzt, nachdem der Verkehrsminister der DDR vorgeschlagen hatte, die Deutsche Lufthansa (Ost) mangels Erfolgsaussichten im anhängigen Prozess aufzulösen. Die seit 1954 bestehende Deutsche Lufthansa (Ost) wurde schließlich am 1. September 1963 aus markenrechtlichen und ökonomischen Gründen von der DDR-Führung liquidiert und ihre Flugzeuge, Flugplätze und Streckenrechte von der Fluggesellschaft Interflug übernommen, die nun die einzige in der DDR ansässige Fluggesellschaft wurde.
Von März 1964 bis 1969 setzte Lufthansa insgesamt neun Curtiss C-46 als Frachter auf innereuropäischen Strecken ein. Sie wurden von Capitol International Airways in voller Lufthansa-Bemalung betrieben.
Ab 1964 wurde auch im Kurz- und Mittelstreckenbereich von Propeller- auf Strahlflugzeuge umgestellt. Die verbliebenen sechs Mittelstreckenmaschinen Boeing 720 erfüllten nicht die in sie gesetzten Erwartungen und wurden an Pan American World Airways verkauft.

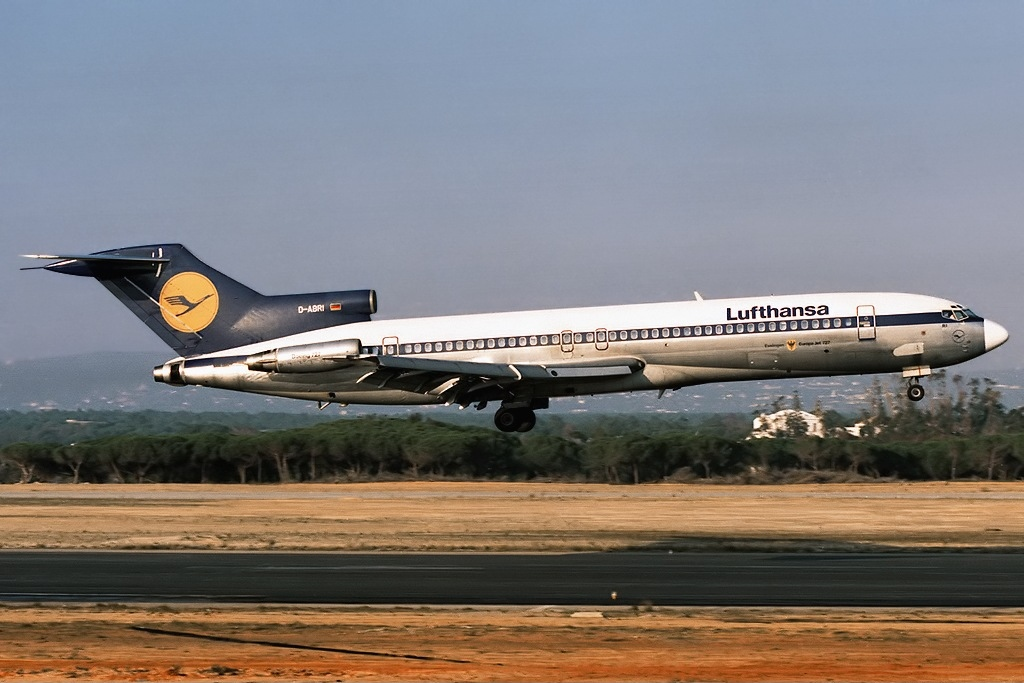
Boeing 727-200 der Lufthansa

Am 21. März 1964 landete die erste Boeing 727 der Lufthansa nach ihrem Überführungsflug. Dieser Typ wurde daraufhin zum standardmäßigen Kurz- und Mittelstreckenflugzeug der Lufthansa. Auf der Strecke Frankfurt–Hamburg–Kopenhagen–Anchorage–Tokio wurde erstmals im Liniendienst die Polroute beflogen, die je nach Windverhältnissen manchmal auch direkt über den Nordpol führte.
Der fünfte Kontinent, Australien, wurde ab dem 1. April 1965 angeflogen. Von Mai bis Dezember 1965 setzte Lufthansa neben eigenen Boeing 707 auch eine von der Trans International Airlines geleaste Douglas DC-8 auf transatlantischen Flügen ein. Auch im Frachtverkehr wurden jetzt Düsenflugzeuge eingesetzt. Anfang November 1965 wurde die erste Boeing 707 in Frachtversion ausgeliefert. Es wurden zehn Boeing 727 in einer kombinierbaren Fracht-/Passagierausführung geliefert. Zwischen den beiden Einsatzmöglichkeiten konnte schnell gewechselt werden (Quick Change). Als erste Fluggesellschaft der Welt bestellte die Lufthansa 1965 21 Maschinen des Typs Boeing 737 (im Lufthansa-Jargon „City Jet“ genannt). Das Flugzeug befand sich zum Bestellzeitpunkt noch in der Konstruktion. Bei der weiteren Entwicklung und Erprobung arbeiteten Ingenieure der Lufthansa mit, so dass die Lufthansa ein für ihre Einsatzbedürfnisse maßgeschneidertes Flugzeug erhielt.
Ab Januar 1966 wurde Tunis angeflogen. Über New York wurde jetzt auch die Westküste Südamerikas erreicht. Am 28. Januar 1966 stürzte die Convair CV-440 Metropolitan D-ACAT in Bremen ab (Lufthansa-Flug 005). Mit Prag wurde die erste Stadt im damaligen Ostblock angeflogen. Bereits am 6. April 1966 erfolgte ein Charterflug nach Moskau. Eine weitere Tochtergesellschaft, die Lufthansa Service GmbH, wurde am 1. Juli 1966 gegründet. Der Shuttledienst „Airbus“ wurde 1966 wieder eingestellt, nachdem die Bundesbahn eine Preiserhöhung bei der damals noch staatlichen Lufthansa durchgesetzt hatte, was das Shuttlekonzept nicht mehr attraktiv erscheinen ließ. Ab Dezember 1966 wurde eine Strecke nach Khartum, Entebbe und Daressalam in den Flugplan aufgenommen. Um dort angemessene Unterbringungsmöglichkeiten für Fluggäste bereitstellen zu können, beteiligte sich die Lufthansa an der Deutschen Hotelgesellschaft für Entwicklungsländer mbH. Ende 1966 verfügte die Lufthansa über insgesamt 54 Flugzeuge, davon 31 mit Strahltriebwerken.
Im Jahr 1967 wurde erstmals eine Linie nach Bogotá eingerichtet. Die Staaten in Osteuropa wurden ab 1967 zunehmend für die Lufthansa interessant. Es entstanden Linien nach Belgrad, Zagreb, Bukarest sowie Budapest. Am 6. Oktober 1967 endete der Einsatz von Langstreckenkolbenmotorflugzeugen: die letzte Super Constellation wurde ausgemustert. Im Dezember 1967 lieferte Boeing die ersten Maschinen des Typs Boeing 737 an die Lufthansa aus.
Am 1. Januar 1968 wurde die in finanzielle Schwierigkeiten geratene Chartergesellschaft Südflug von der Deutschen Lufthansa AG übernommen. Neben Helsinki, Genua und Neapel wurde ab 1968 auch Tel Aviv angeflogen. Im selben Jahr gehörten dann auch La Paz und Lima zu den südamerikanischen Lufthansa-Zielen, bedient mit der Boeing 707 und später mit der DC-10 über New York. Ebenso wurde Rio de Janeiro mit DC-10 von Frankfurt via Dakar als Tankstopp angeflogen.
Am 14. März 1969 gründete Lufthansa gemeinsam mit Air France, UTA, Alitalia und Sabena das ATLAS-Konsortium. Die vier Unternehmen vereinbarten eine langjährige Zusammenarbeit und Aufgabenverteilung, um die Schulungs-, Wartungs- und Betriebskosten beim Einsatz der bestellten Großraumflugzeuge der Typen Boeing 747 und Douglas DC-10 so gering wie möglich zu halten.

## 1970er-Jahre

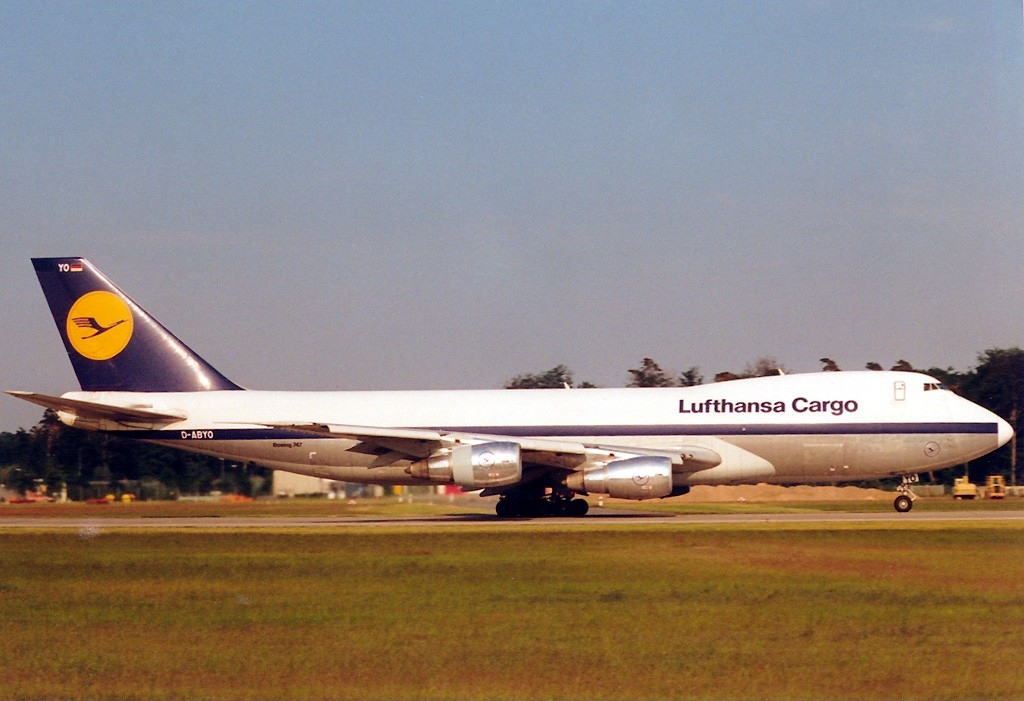
Boeing 747-230F D-ABYO, der weltweit erste Fracht-Jumbo

Nach Recherchen der Neuen Zürcher Zeitung wurden mit „hoher Wahrscheinlichkeit“ in den 1970er Jahren Schutzgeld-Zahlungen an palästinensische Kommandogruppen überwiesen.
Schon im März 1970 wurde die erste Boeing 747 der Lufthansa eingesetzt. In der Öffentlichkeit wurde der Name „Jumbo-Jet“ für das damals größte Passagierflugzeug der Welt geprägt. Im März 1972 stellte die Lufthansa als erste Luftfahrtgesellschaft die Nur-Frachtversion der Boeing 747 in Dienst. Am 20. November 1974 stürzte die Boeing 747 „Hessen“ (D-ABYB) in Nairobi wegen ungenügenden Auftriebs beim Start ab. Aus dem brennenden Wrack konnten sich 84 der 139 Passagiere und 13 der 17 Besatzungsmitglieder retten (siehe: Lufthansa-Flug 540).
Am 2. Februar 1976 wurde der Airbus A300, das erste in Europa gebaute Großraumverkehrsflugzeug, in Dienst gestellt. Die Maschine des Typs A300B4 mit der Werk-Nr. 21 hatte das Kennzeichen D-AIAA. Die Bestellungen durch Lufthansa und Air France, beide staatliche Flag-Carrier der Hauptanteilseigner an Airbus Industrie, der Bundesrepublik Deutschland und Frankreich, ermöglichten die Serienproduktion dieses Flugzeugs. Am 10. März 1977 gründete Lufthansa eine eigene Non-IATA-Frachttochter, die Tochtergesellschaft German Cargo, die für Lufthansa das Frachtchartergeschäft übernahm. Zum Einsatz kamen zunächst Nurfrachtversionen der Boeing 707.
Am 13. Oktober 1977 wurde die Boeing 737-200 „Landshut“ (D-ABCE) der Lufthansa auf dem Flug von Palma de Mallorca nach Frankfurt von vier palästinensischen Terroristen entführt und am 18. Oktober 1977 von der GSG 9 in der Operation „Feuerzauber“ befreit. Am 26. Juli 1979 verunglückte D-ABUY, ein Boeing 707-330C-Frachter, auf dem Lufthansa-Flug 527 nach Senegal (Dakar) kurz nach dem Start vom Flughafen Rio de Janeiro. Die dreiköpfige Besatzung kam ums Leben.
Eine weitere interessante Lufthansa-Verbindung in diesen Jahren war der Flug mit Boeing 747-200 oder DC-10 4× wöchentlich über den Nordpol von Düsseldorf bzw. Hamburg via Anchorage (Tankstopp) nach Tokio.

## 1980er-Jahre
Zu Beginn der 80er-Jahre begann die Gesellschaft ihre 747-Flotte gegen die zweite Generation mit treibstoffsparenden Triebwerken auszutauschen. Da andere Gesellschaften ihre Flotte noch auf Großraumflugzeuge umstellten, erzielte die Lufthansa dank der gründlichen und regelmäßigen Wartung der etwa zehn Jahre alten Maschinen einen hohen Preis. Teilweise wurde sogar ein höherer Verkaufspreis erzielt als der ursprüngliche Kaufpreis. Auch die 727-100-Flotte wurde ausgetauscht. Stattdessen wurden die längeren 727-200 angeschafft. Ab 1981 erfolgte eine weitere Umtauschaktion, bei der 36 Boeing City Jet gegen neue Maschinen ausgetauscht wurden. Zugleich stellte Lufthansa die Ausbildung von Flugingenieuren ein, da bei der Boeing 737 sowie bei dem Airbus A310 kein dritter Mann im Cockpit mehr benötigt wurde. Die Lufthansa ging vielmehr dazu über, diese bei entsprechender Eignung zu Flugzeugführern umzuschulen.

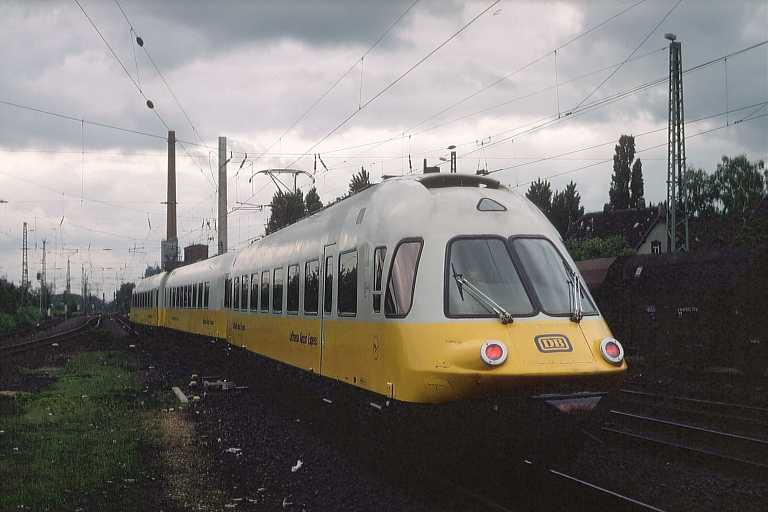
Triebzug der DB-Baureihe 403 als Lufthansa Airport Express

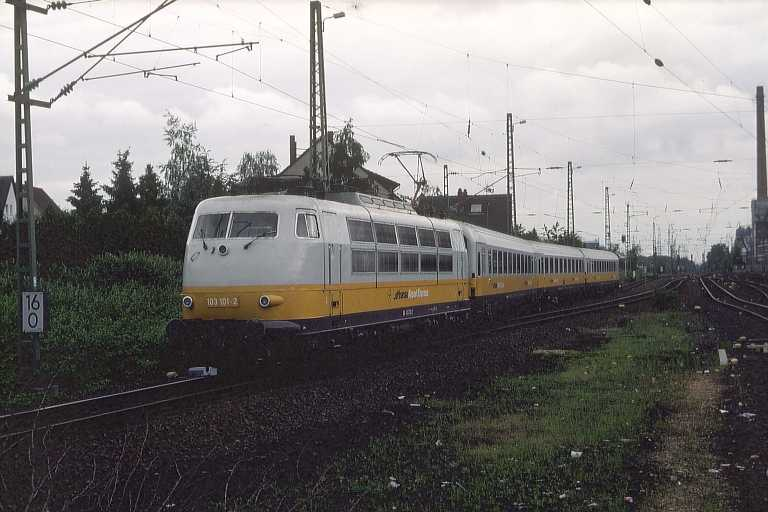
Lok aus der DB-Baureihe 103 als Lufthansa-Airport-Express

Am 28. März 1982 begann eine Zusammenarbeit der Lufthansa mit der Deutschen Bundesbahn, da der Flugverkehr zwischen vielen deutschen Flughäfen isoliert betrachtet als unrentabel galt. So verkehrten vier Mal täglich Elektro-Triebzüge der DB-Baureihe 403, später auch DB-Züge mit Elektro-Lokomotiven der Baureihen 103 und 111 in den Farben der Lufthansa als Lufthansa-Airport-Express zwischen Düsseldorf, Köln, Bonn und Frankfurt mit vierstelliger Lufthansa-Flugnummer. Fahrkarten der DB waren in den Zügen nicht gültig. Während der Fahrt konnten die Passagiere bereits für ihren anschließenden Langstreckenflug einchecken und auch ihr Gepäck abgeben. Im ersten Betriebsjahr beförderte die Lufthansa bereits über 65.000 Passagiere auf Schienenwegen. Später folgte eine Bahnverbindung zwischen Stuttgart und Frankfurt. Der Service wurde 1993 eingestellt. Als Nachfolgeprojekt werden seit 1993 von der Lufthansa in Kooperation mit der Deutschen Bahn AG Sitzplatzkontingente in bestimmten ICE-Zügen unter dem Namen AIRail vermarktet.
Im April 1983 wurde der Airbus A310 bei Lufthansa in Dienst gestellt. Bei der Planung und Entwicklung war die Lufthansa maßgebend beteiligt. Auch beim Bau dieses Flugzeuges gab die Lufthansa zusammen mit der Swissair durch ihren Auftrag über 25 Maschinen und einer Option über weitere 25 A310 den Ausschlag zur Produktion dieses Kurz- und Mittelstreckenflugzeugs. Im August 1984 erfolgte die Übernahme der niederländischen Penta Hotels NV (Amsterdam). Im Oktober 1984 wurde auf der Jahrestagung der International Air Transport Association, das Lufthansa-Vorstandsmitglied Günter O. Eser zum Generaldirektor und der Vorstandschef Heinz Ruhnau zum Präsidenten der IATA gewählt. Mit 10 Prozent beteiligte sich die Lufthansa ab Dezember an der Berliner Kempinski Hotelbetriebs-Aktiengesellschaft.
Erstmals flogen im August 1988 wieder Pilotinnen für die Lufthansa, ab 2000 auch Flugkapitäninnen. Nach der Aufnahme von Marga von Etzdorf im Jahr 1927 als Copilotin gab es dort über 60 Jahre lang keine Frauen mehr in dieser Funktion; bei der Lufthansa war ihnen der Pilotenberuf bis 1988 verschlossen.

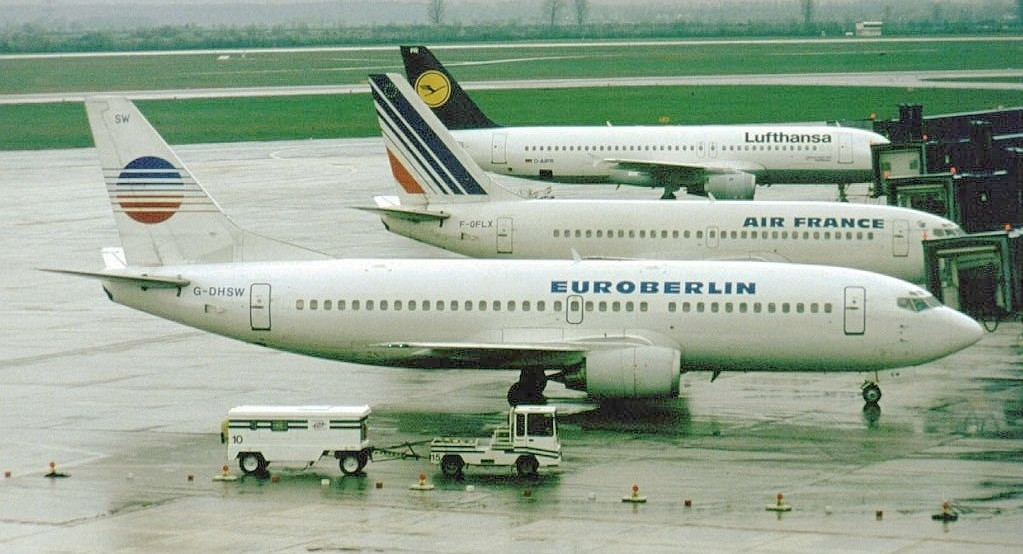
Flugzeuge von Lufthansa, Air France und EuroBerlin

Die Deregulierung der EG erlaubte 1988 die „fünfte Freiheit“ im Luftverkehr und ein neuer Mitbewerber, die German Wings, durfte nun mit Billigangeboten befördern. Auf Bestreben der Lufthansa gründete Air France im Rahmen der deutsch-französischen Zusammenarbeit die Fluggesellschaft EuroBerlin France mit 49 Prozent Kapitalbeteiligung der Lufthansa und 51 Prozent der Air France. Auf diese Weise konnte Lufthansa indirekt einen Zugang nach West-Berlin erhalten (Slot). Den Flugbetrieb nahm die deutsch-französische Airline am 7. November 1988 auf. Sie verband den Flughafen Berlin-Tegel mit den westdeutschen Metropolen Düsseldorf, Frankfurt, Hamburg, Köln, Stuttgart und München. Als Fluggerät wurden ausschließlich moderne Boeing 737-300 eingesetzt, deren Sitzplatzkapazitäten durchschnittlich zu 60 Prozent ausgelastet waren. Mit der Wiedervereinigung Deutschlands verlor EuroBerlin France ihre ursprüngliche (marktstrategische) Bedeutung (sie wurde 1990 in EuroBerlin umbenannt und flog bis zu ihrer Auflösung im Dezember 1994 im Auftrag der Lufthansa). Im Jahr 1989 stockte die Deutsche Lufthansa AG ihren Kapitalanteil an der DLT – Deutsche Luftverkehrsgesellschaft mbH – auf 52 Prozent auf und wurde damit Mehrheitsgesellschafter der DLT, die später als Lufthansa CityLine GmbH 100-prozentige Tochtergesellschaft der Deutschen Lufthansa AG wurde (siehe Geschichte der Lufthansa CityLine).
Als Joint Venture der Deutschen Lufthansa AG und Turkish Airlines wurde 1989 die Charterfluggesellschaft Sun Express mit zunächst einer Boeing 737-300 und 64 Mitarbeitern gegründet (siehe Geschichte der Sun Express).

## 1990er-Jahre
Am 1. Juli 1990, dem Vorabend des Inkrafttretens der Wirtschafts- und Währungsunion zwischen der Bundesrepublik Deutschland und der DDR, erklärte sich der Vorstand der Deutschen Lufthansa AG bereit, 100 % der Anteile der Interflug zu übernehmen. Erstes Ergebnis war der Charter-Einsatz von Interflug-Maschinen im Auftrag des Lufthansa-Konzerns. Die von beiden Fluggesellschaften angestrebte Fusion wurde jedoch am 30. Juli 1990 durch das Bundeskartellamt abgelehnt. Die von Interflug 1989 fabrikneu erworbenen Airbus-Flugzeuge des Typs A310 wurden – statt an die Lufthansa – für 25 Prozent ihres Einkaufspreises an die Flugbereitschaft des Bundesministeriums der Verteidigung verkauft. Die Wiedervereinigung Deutschlands am 3. Oktober 1990 ermöglichte es der Lufthansa, 45 Jahre nach dem Ende des Zweiten Weltkriegs, erstmals wieder Berlin anzufliegen.
Am 14. September 1993 verunglückte der Airbus A320 „Kulmbach“ (D-AIPN)
auf dem Lufthansa-Flug 2904 bei der Landung in Warschau. Von den 70 Personen an Bord konnten sich 68 aus dem brennenden Wrack retten. Die Tochtergesellschaft German Cargo wurde 1993 wieder in den Mutterkonzern integriert.
Mit dem Deutsch-Amerikanischen Abkommen im Luftverkehr begann im April 1996 die Liberalisierung im transatlantischen Luftverkehrsmarkt und der Wettbewerb verschärfte sich. Daneben sah sich die Lufthansa, wie alle Fluggesellschaften in der EU, mit dem sich verschärfenden Wettbewerb infolge der Deregulierung des Luftverkehrs im Bereich der EU konfrontiert. Mit einem umfangreichen Sanierungsprogramm überwand Lufthansa ihre größte wirtschaftliche Krise. Das bislang noch mehrheitlich im Besitz der Öffentlichen Hand befindliche Unternehmen wurde in mehreren Schritten voll privatisiert, nachdem das schwierige Problem der Herauslösung der betrieblichen Altersversorgung aus dem Versorgungssystem für den öffentlichen Dienst (VBL) zusammen mit dem Bund und den zuständigen Gewerkschaften ÖTV und DAG gelöst worden war. Dabei half der Bund mit erheblichen finanziellen Mitteln aus. Am Ende der Privatisierung gehörten dem Bund nur noch 36 % der Aktien. Die Geschäftsbereiche Technik, Fracht und Informatik wurden nunmehr als Tochtergesellschaften des Lufthansa-Konzerns mit eigener Kostenverantwortung betrieben. Innerhalb des Lufthansa-Streckennetzes führten Fluggesellschaften wie Augsburg Airways oder Contact Air ab 1996 unter der Marke Team Lufthansa Regional- und Zubringerflüge durch.

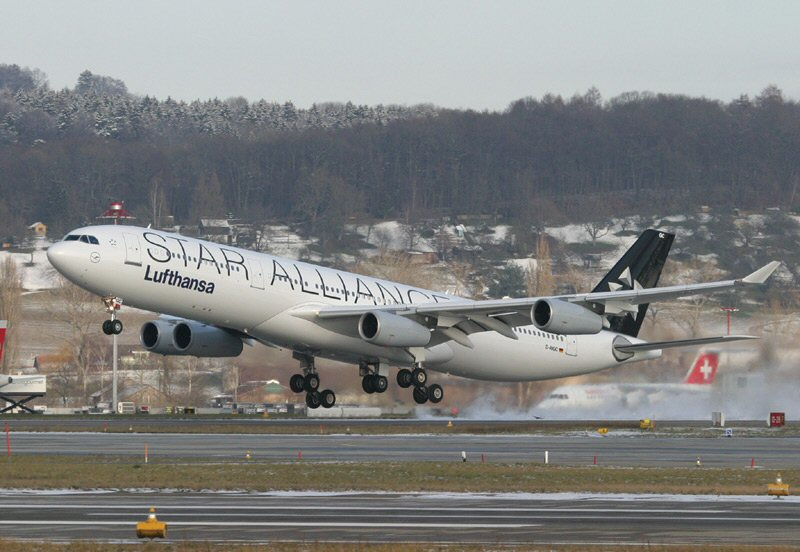
Airbus A340-300 in Star Alliance-Bemalung

Im Jahr 1997 schlossen Lufthansa, Air Canada, SAS, Thai Airways und United Airlines als Gründer der Star Alliance das erste multilaterale Geschäftsbündnis im Weltluftverkehr, dem sich weitere Fluggesellschaften anschlossen, um den neuen Herausforderungen von Deregulierung und Globalisierung gewachsen zu sein.
Lufthansa und die KarstadtQuelle AG gründeten 1997 zum 1. November die C&N Touristic AG durch die Zusammenführung der NUR Touristic und der Condor Flugdienst (ehemals Deutsche Flugdienst GmbH). Beide Gesellschafter hielten 50 % an dem Konzern. Die NUR Touristik gehörte zu 90 % der C&N Touristik und zu 10 % direkt zu Karstadt, ebenso die Condor, die zu 90 % der C&N Touristik und zu 10 % direkt zur Lufthansa gehörte.

## 2000 bis 2009
Chancen und Risiken der Globalisierung prägten den Übergang des Lufthansa-Konzerns in das 21. Jahrhundert. Der Konzern positionierte sich mit einer Umstrukturierung seiner regionalen Verkehrsmärkte, der Neukonzeption der First, Business und Economy Class sowie der Bestellung modernster Flugzeugtypen (darunter der Airbus A380) für den verschärften Wettbewerb im Zeitalter der Globalisierung. Mit Ermöglichung der Nutzung von Breitband-Internetverbindungen an Bord verschaffte sich die Lufthansa insbesondere bei Geschäftsreisenden einen weiteren Wettbewerbsvorteil. Der Flughafen München hatte für die Lufthansa mittlerweile als zweites Drehkreuz neben dem Flughafen Frankfurt Main eine erhebliche marktstrategische Bedeutung. Der Star Alliance traten weitere Fluggesellschaften bei. Die sich abzeichnende hervorragende Geschäftsbilanz des Lufthansa-Konzerns wurde allerdings durch einschneidende Ereignisse empfindlich belastet: Die Terroranschläge am 11. September 2001 führten vorübergehend zum Rückgang der Passagierzahlen. Auf den Asien-Flugrouten hatte das im November 2002 erstmals in China auftretende sogenannte Schwere Akute Atemwegssyndrom (Severe Acute Respiratory Syndrome, SARS) einen zusätzlichen vorübergehenden Rückgang der Passagierzahlen zur Folge. Auch indirekte Folgen neuer Kriege, insbesondere des Irakkriegs, belasteten das Betriebsergebnis.

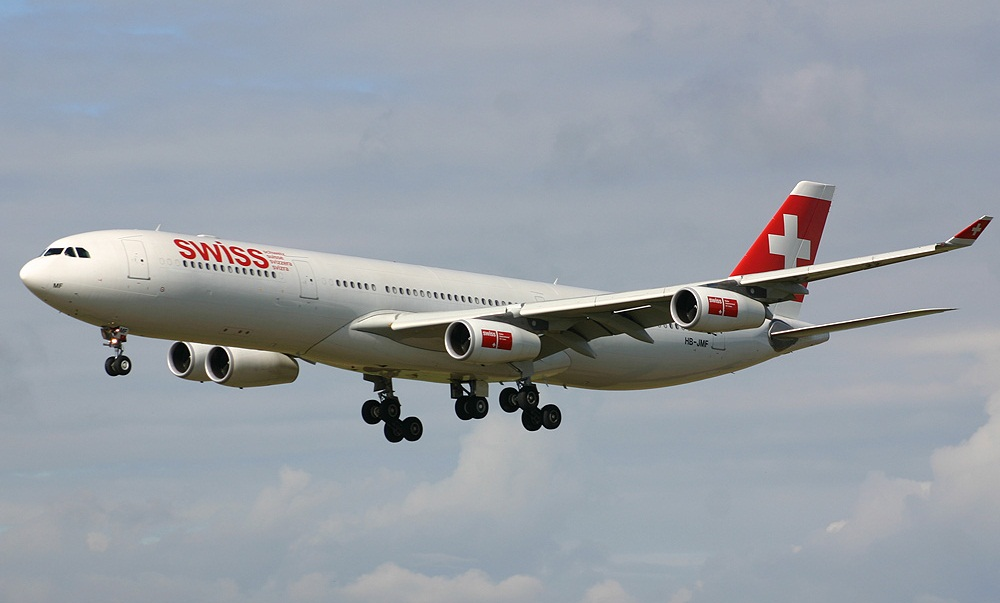
Am 1. Juli 2007 wurde der Lufthansa-Konzern Alleineigentümer der Swiss

Im Jahr 2005 feierte die „neue Lufthansa“ ihr fünfzigjähriges Jubiläum seit Wiederaufnahme des Luftverkehrs im Jahr 1955. Im März 2005 erwarb die Deutsche Lufthansa AG einen Kapitalanteil in Höhe von 49 Prozent an der Linienfluggesellschaft Swiss. Aufgrund einer Stimmbindungsvereinbarung wurde die Swiss faktisch vom Lufthansa-Konzern geleitet und in das Management des Lufthansa-Konzerns integriert. Der Flughafen Zürich, Heimatflughafen der Swiss, wurde drittes Drehkreuz der Lufthansa. Am 1. April 2006 trat die zum Lufthansa-Konzern gehörende Swiss der Star Alliance bei.
Im Dezember 2006 haben die Lufthansa und Karstadt Quelle eine Absichtserklärung unterzeichnet, wonach der Lufthansa-Konzern seinen 50-Prozent-Anteil an Thomas Cook an die Karstadt Quelle zu einem Kaufpreis in Höhe von rund 800 Millionen Euro übereignen wird. Zugleich ist vereinbart worden, dass Lufthansa die Anteile der Condor an der türkischen Charterfluggesellschaft Sun Express erhalte. Karstadt Quelle kann nach zwei Jahren nach Schließung des Kaufvertrags den 24,9 % Anteil der Lufthansa an Condor übernehmen. Im Gegenzug hat der Lufthansa-Konzern eine Put-Option auf den Kapitalanteil der Karstadt Quelle (75,1 %). Die Übernahme fand im Februar 2007 offiziell statt.

Heutiges Logo des Condor Flugdienstes mit vorhandener Ähnlichkeit zum Lufthansa-Logo

Seit 1. Juli 2007 ist der Lufthansa-Konzern Alleineigentümer der Swiss International Air Lines. Zuvor gehörte die Swiss aus rechtlichen Gründen bis zur Neuaushandlung von bilateralen Luftverkehrsrechten (insbesondere Landerechten) zwischen der Schweiz und insgesamt mehr als 140 außereuropäischen Ländern nur zu 49 % dem Lufthansa-Konzern. Die restlichen 51 % verblieben auf Grund einer sogenannten Nationalitätsklausel (Mehrheitseigentümer der Airline mussten aus der Schweiz stammen) zwar bei der eigens zu diesem Zweck gegründeten Schweizer Stiftung Almea, jedoch hatte der Lufthansa-Konzern bereits damals aufgrund vertraglicher Regelungen bereits die operative Entscheidungsmacht inne. Almea und Lufthansa waren in diesem Verhältnis (51:49) Eigentümer der Firma AirTrust AG, die wiederum Alleineigentümer der Swiss war. Somit galt die Swiss als Schweizer Firma und konnte so die vorhandenen Verkehrsrechte in den Ländern außerhalb der Europäischen Union beibehalten, die seit jeher weltweit zwischenstaatlich geregelt und nicht an andere Staaten veräußert werden. Anfang Dezember 2008 wurde zwischen der Deutschen Lufthansa AG und Austrian Airlines ein Vertrag zur Übernahme dieser österreichischen Fluggesellschaft unterzeichnet. Seit dem 1. Januar 2009 führt der Lufthansa-Konzern die Low-Cost-Airline Germanwings als hundertprozentige Tochtergesellschaft unter dem Dach der Lufthansa Commercial Holding.

## 2010 bis 2019

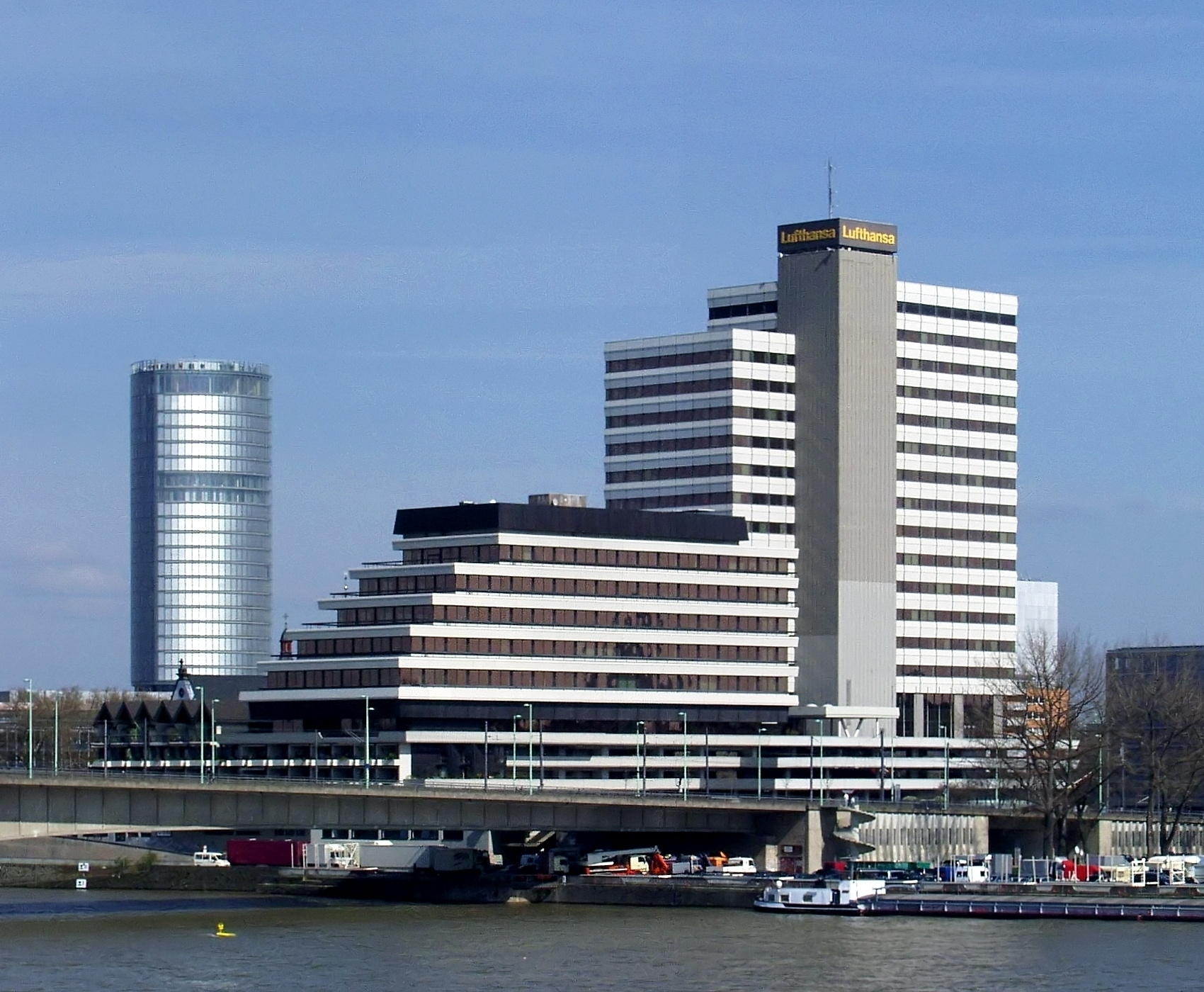
Das ehemalige Lufthansa-Hochhaus 1969–2007, zwischen 2010 und 2013 umgebaut und nun Lanxess Tower genannt

Zur Fußball-WM 2010 in Südafrika setzte Lufthansa den neu erworbenen Airbus A380 erstmals auf einem offiziellen Lufthansaflug ein. Zu den Fluggästen gehörte die deutsche Fußballnationalmannschaft.
Lufthansa plante am Flughafen Berlin Brandenburg zur ursprünglich geplanten Eröffnung 2012 ein deutliches Wachstum mit vielen neuen Verbindungen ab Berlin.
Anfang Mai 2012 wurden weltweit 3.500 der 120.000 Arbeitsplätze gestrichen, davon 2.500 in Deutschland. Mit einem Sparprogramm namens ‚Score‘ sollten bis 2014 1,5 Milliarden Euro eingespart werden. Ende 2017 wurde der Sitz der Hauptverwaltung in Köln-Deutz geschlossen.
Im August 2014 startete CEO Carsten Spohr eine Innovationsoffensive an, im Rahmen derer bis zum Jahr 2020 rund 500 Millionen Euro investiert werden sollten. Mit dem Lufthansa Innovation Hub will der Luftfahrtkonzern näher an die Startup-Szene rücken. Die in Berlin-Kreuzberg etablierte Einheit wird von Spohrs ehemaligem Referenten Sebastian Herzog, Marketing-Leiter Alexander Schlaubitz sowie Startup-Serienunternehmer Gleb Tritus geführt. Dazu gehörten ein Innovationsfonds sowie eine Zentraleinheit, die Innovationsmanager der Tochtergesellschaften vereinen soll.
In den Jahren 2014 und 2015 kam es zu insgesamt 14 Streiks von Piloten und Flugbegleitern. Der Gewinn vor Steuern erhöhte sich 2015 um 55 % auf 1,8 Milliarden Euro.
Nach dem Absturz von Germanwings-Flug 9525 sagte die Lufthansa die geplante Feier zum 60. Jubiläum der Wiederaufnahme des Flugbetriebs ab. Die für den 15. April vorgesehenen Feierlichkeiten fänden „aus Respekt vor den Opfern des Absturzes von Flug 4U9525“ nicht statt. „An Stelle der geplanten Jubiläumsveranstaltung wird Lufthansa den Staatsakt aus dem Kölner Dom, bei dem Angehörige und Freunde am 17. April 2015 der Opfer gedenken werden, für ihre Mitarbeiterinnen und Mitarbeiter übertragen.“
Im Oktober 2017 übernahm die Lufthansa 81 Maschinen der insolventen Air Berlin. Der Gesamtkaufpreis für die von Lufthansa aus der Insolvenzmasse von Air-Berlin erworbenen Anteile betrug rund 210 Millionen Euro. Zuvor hatte Lufthansa die Luftfahrtgesellschaft Walter als Tochtergesellschaft übernommen, die das infolge der Insolvenz von Air Berlin entlassene Kabinenpersonal als Personalpool für die Lufthansa auf Zeitvertragsbasis einstellte. Zugleich wurden weitere Mitarbeiter angeworben.

## Seit 2020

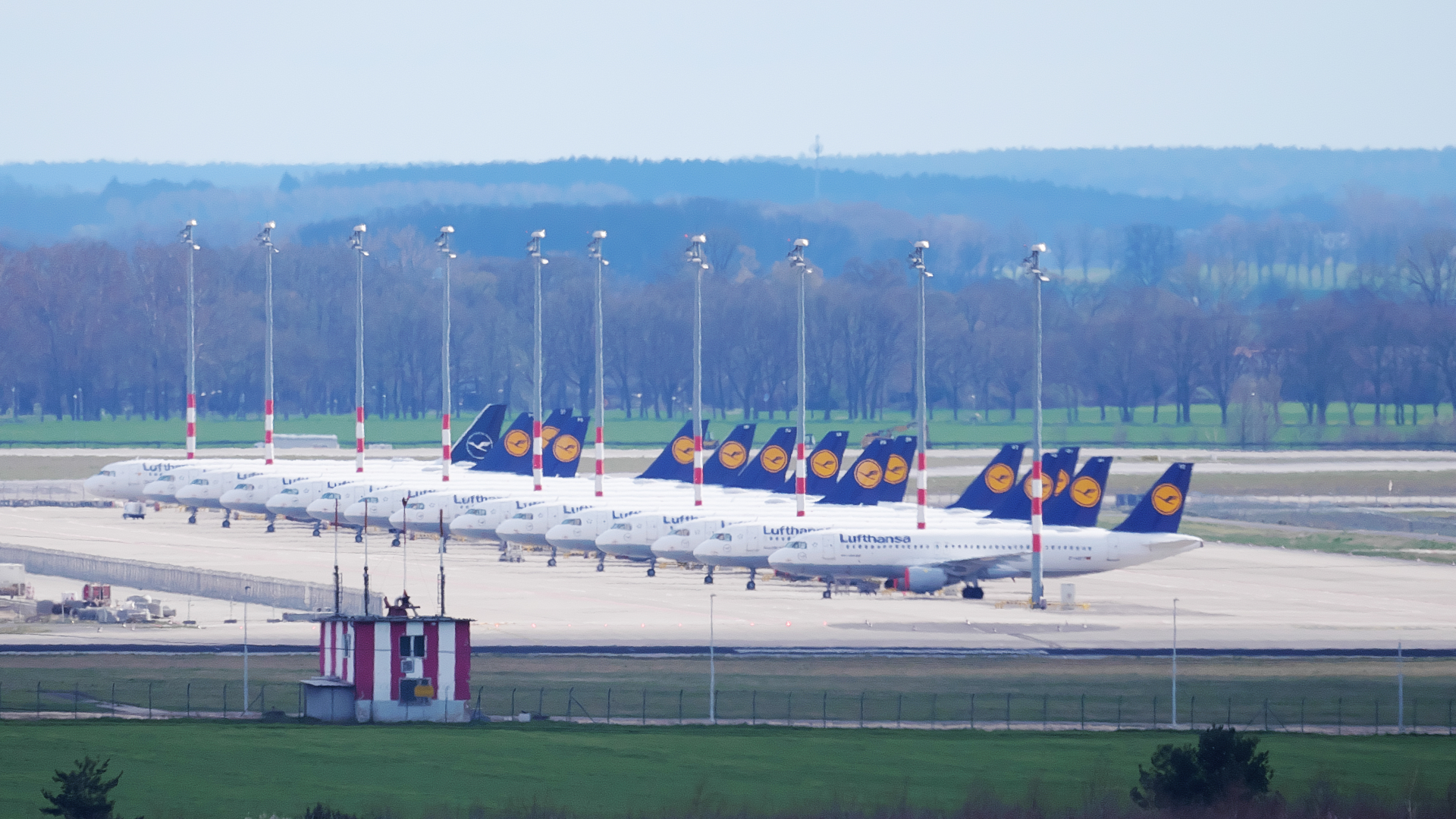
15 am 21. März 2020 auf dem Flughafen Berlin Brandenburg abgestellte Flugzeuge der Lufthansa

Am 19. März 2020 gab Lufthansa bekannt, dass diese, bedingt durch die in Folge der COVID-19-Pandemie von vielen Ländern verhängten Einreisestopps, 95 Prozent aller Flüge streicht. Das Flugangebot der Gruppe wurde auf drei internationale und 40 innereuropäische Verbindungen pro Tag beschränkt. Daneben flog Lufthansa die durch das Auswärtige Amt organisierte Flüge für Reiserückkehrer.
Mit einer im Mai 2020 beschlossenen Änderung des Außenwirtschaftsgesetzes hat die Bundesregierung einen „Wirtschaftsstabilisierungsfonds“ (WSF) geschaffen, der Stille Einlagen in der Höhe von bis zu 5,7 Milliarden Euro in das Vermögen der Deutsche Lufthansa AG zahlen soll. Die Zahlung soll vergütet werden und der Fonds soll mittels Kapitalerhöhung 20 Prozent Aktien am Grundkapital der Lufthansa zeichnen. Dieser Anteil sollte ursprünglich auf 25 Prozent ausgebaut werden, um eine allfällige feindliche Übernahme abwehren zu können. Darüber hinaus stellt die Bundesregierung in Zukunft zwei Sitze im Aufsichtsrat. Zusätzlich soll die Lufthansa einen Kredit von bis zu 3 Milliarden Euro unter Beteiligung der KfW und privaten Banken mit einer Laufzeit von drei Jahren erhalten. Im August 2021 kündigte der Bund die Reduzierung des Aktienanteils des WSF auf 15 Prozent an. Für den Bund ergab sich ein Verkaufsgewinn von rund 200 Millionen Euro, zugleich sank der Kurs der Lufthansa-Aktie. Bis November 2021 wurden dann alle Kredite und Einlagen des Bundes vorzeitig zurückgezahlt, wobei für den KfW-Kredit zusätzlich 3,75 Prozent Zinsen im Jahr bezahlt wurden.
Das Unternehmen erwartet, in Folge der Pandemie in den nächsten Jahren nicht zur bisherigen Flottengröße von 763 Flugzeugen zurückzukehren und rechnet mit deutlich weniger Fluggästen. Ältere Flugzeuge sollen früher als geplant aus der Flotte genommen werden.
Im September 2020 beschloss die Lufthansa, die Pilotenausbildung in Bremen einzustellen und forderte ihre Flugschüler auf, sich einen neuen Berufsweg zu suchen.
Im Januar 2022 übertrug Lufthansa ihren seit über 40 Jahren bestehenden Ausbildungsbetrieb in Goodyear (Arizona) an die US-amerikanische United Airlines. Diese hat dort bereits den Betrieb aufgenommen und mit dem ersten Jahrgang ihrer neuen Flugschüler begonnen.

## Flugzeugbemalung im Wandel der Zeiten

### Corporate Design
Seit der Neugründung der Fluggesellschaft Lufthansa wurde die Flugzeugbemalung – unter Beibehaltung der aus der Zeit der „alten Lufthansa“ stammenden Lufthansafarben Blau und Gelb, des Kranichsymbols sowie der weißen Bemalung des oberen Rumpfs – öfter geändert. Dabei wiesen die Veränderungen stets eine Tendenz zur stilistischen Vereinfachung auf, – bis hin zum „zeitlos“ minimalistischen Design der heutigen Flotten unter dem Markennamen Lufthansa.

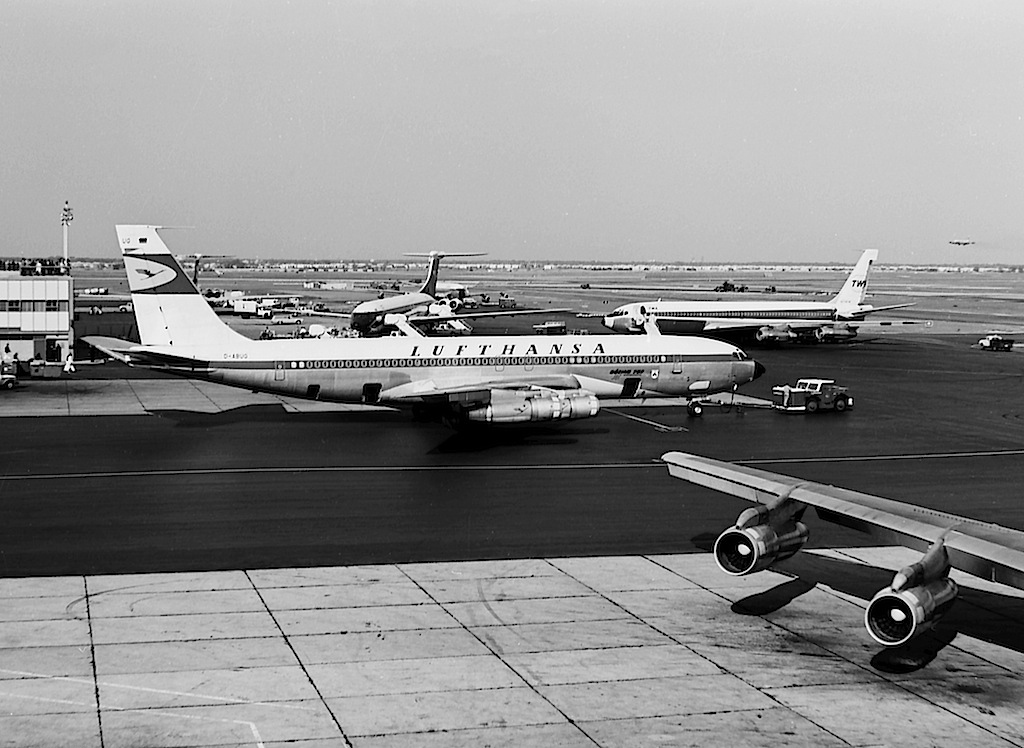
Boeing 707-330B in der Bemalung der 1950er Jahre auf dem New York International Airport

#### Ab 1955

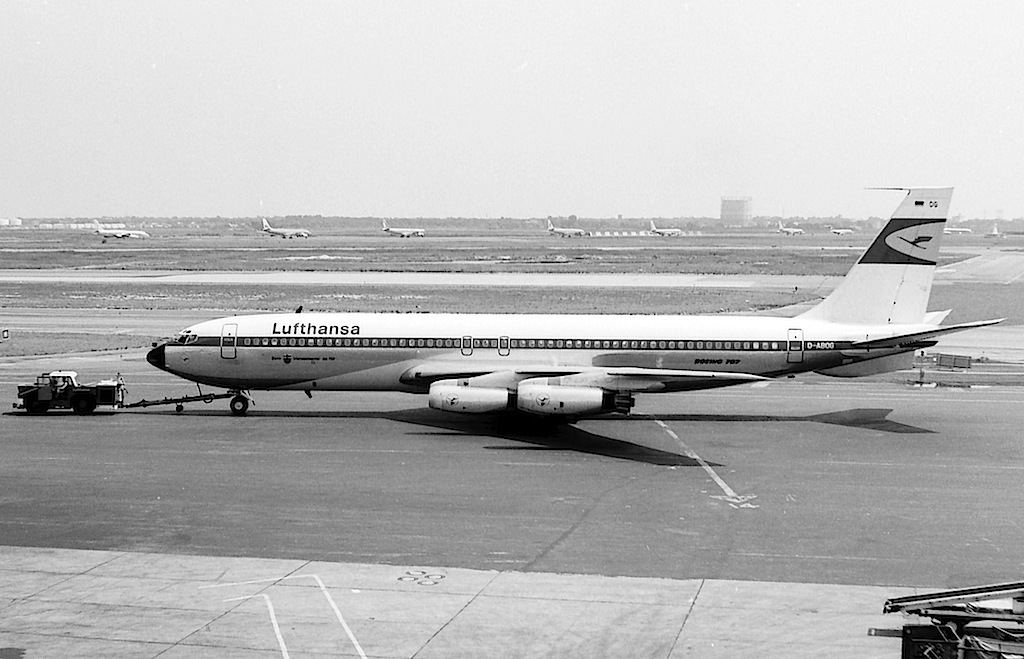
Boeing 707-430 in der Bemalung der 1960er Jahre auf dem New Yorker John F. Kennedy International Airport

Waren die Flugzeuge der alten Lufthansa noch metallisch grau mit einem schwarz abgesetzten Frontbereich, so wurde ab 1955 zunächst ein aufwendiger Anstrich mit einem kobaltblauen Fensterband (RAL 5013) mit melonengelben Begleitstreifen (RAL 1028) eingeführt, darüber war der Rumpf weiß angestrichen, darunter metallisch glänzend. Das Leitwerk trug einen kobaltblauen Balken, darin eine kobaltblau umfasste, sich zur hinteren Leitwerkskante hin öffnende melonengelbe Parabelfläche mit dem Kranich-Emblem. Der Schriftzug „LUFTHANSA“ war in kursiven Buchstaben mit Serifen über dem Fensterband angeschrieben. Die Front war ursprünglich blau, in einem Bogen in das Fensterband übergehend. Die Frontradarabdeckung („Flugzeugnase“) war schwarz abgesetzt.
Bereits zum Anfang der 1960er-Jahre wurde der Anstrich erstmals vereinfacht, die Begleitstreifen am Fensterband fielen weg und anstelle des aufwendigen Frontanstrichs wurden die Fensterbänder gerade zu den Cockpitfenstern weitergeführt. Der Firmenname wurde nun in Helvetica-Großbuchstaben angeschrieben. Das Signet stand teilweise anstelle der Parabel in einem gelben Balken auf dem Leitwerk.

#### Ab 1967
1967 wurde das Erscheinungsbild der Lufthansa von Otl Aicher überarbeitet. Das Emblem stand nun in einer kobaltblau umrandeten melonengelben Kreisscheibe auf dem kobaltblau lackierten Leitwerk, der Schriftzug „Lufthansa“ wurde in Helvetica angeschrieben (Groß- und Kleinbuchstaben). Der Rumpfanstrich blieb gleich, die gelben Begleitstreifen waren jedoch nicht mehr vorhanden.

#### Ab 1988
Seit 1988 werden die Flugzeuge der Lufthansa überwiegend weiß lackiert, der untere Rumpfbereich in Hellgrau. Das Fensterband wurde weggelassen, die Flugzeugnase weiß lackiert. Die Gestaltung des Leitwerks und des Lufthansa-Schriftzugs auf dem vorderen Rumpfbereich ist seit 1967 nahezu unverändert beibehalten worden, allerdings wurde die kreisrunde Umrandung des Kranich-Emblems auf dem Leitwerk ab 1988 leicht verbreitert. Nach Aussagen der Lufthansa steht diese Gestaltung für „Klarheit, Einfachheit und positive Merkmale wie Sicherheit und Zuverlässigkeit“. Seit ca. 2010 steht die Web-Adresse „lufthansa.com“ in Helvetica auf dem hinteren Teil des Rumpfes.

#### Ab 2018

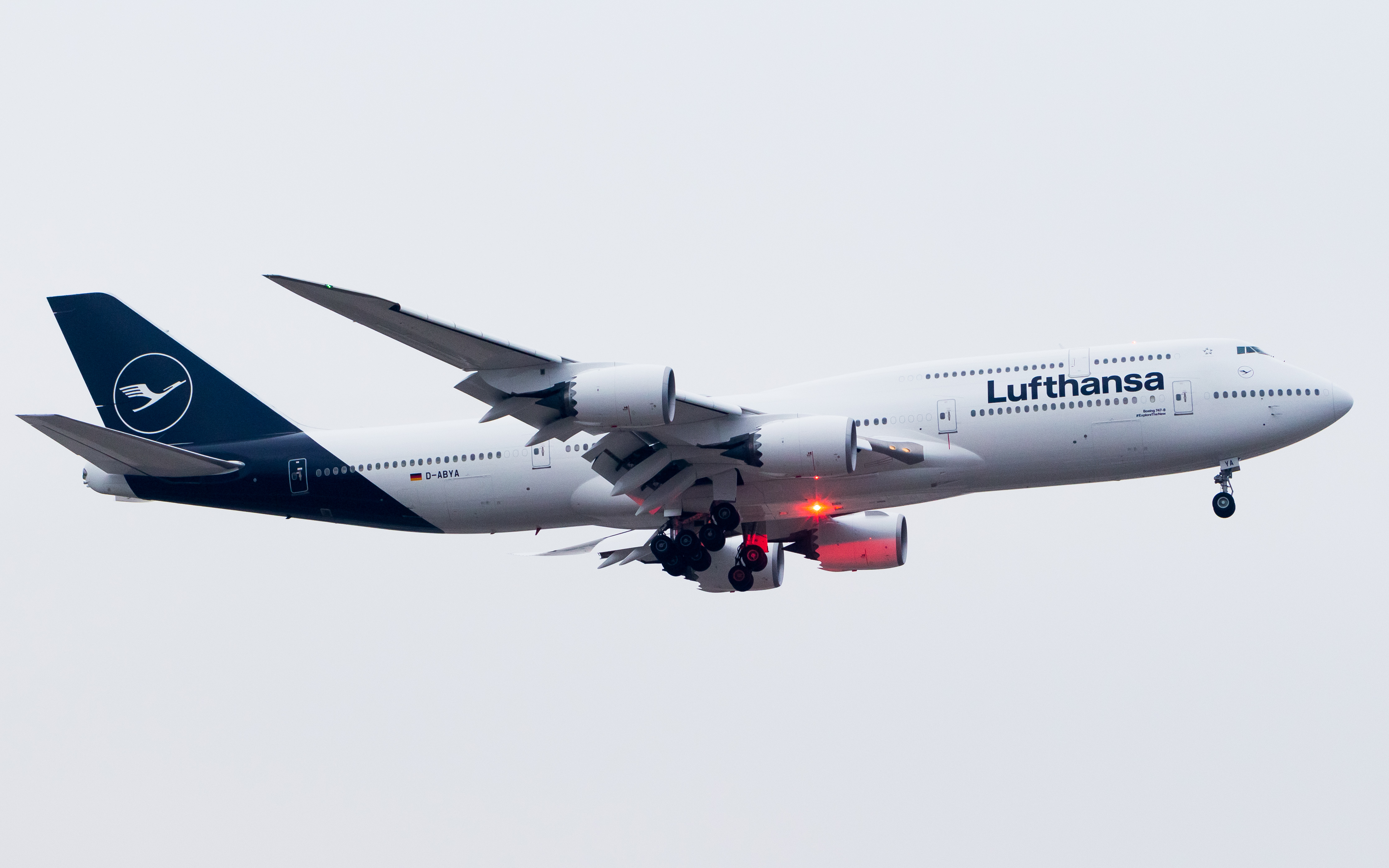
Boeing 747 in der Anfang Februar 2018 vorgestellten Bemalung

Beginnend Anfang 2018 wurde eine neue Bemalung eingeführt, bei der die Blaufärbung des Leitwerks durch eine dunklere Farbgebung als dominierendes Element ersetzt wurde, der Kranich ist nunmehr in Weiß ausgeführt und die Farbe Gelb lediglich als „Welcome“-Schild neben den vordersten Einstiegstüren auf der linken Seite erhalten geblieben, die Graufärbung der Rumpfunterseite fällt ganz weg. Die bisher genutzten Schriftarten Lufthansa Head und Lufthansa Type wurden durch die neue Schriftart Lufthansa Corporate Type ersetzt. Als erste Luftfahrzeuge wurden eine Boeing 747-8 (Kennzeichen D-ABYA) und ein Airbus A321 (Kennzeichen D-AISP) umlackiert und am 7. Februar 2018 der Öffentlichkeit in Frankfurt und München vorgestellt. Aufgrund von Kritik nach der Vorstellung der neuen Bemalung kündigte der Konzern Ende Februar 2018 an, den Blauton zu überarbeiten, das grundsätzliche Design soll aber erhalten bleiben. Auch die Maschinen von Lufthansa Cargo tragen in Zukunft das neue Design: am 16. März 2018 landete die D-ALCB, eine MD-11, als erste Maschine der Frachttochter in neuer Bemalung in Frankfurt, um noch am gleichen Tag nach Singapur zu fliegen.

##### Ju 52 der Deutschen Lufthansa Berlin-Stiftung
Eine flugtaugliche Junkers Ju 52 in den Farben der Lufthansa aus den 1920er-Jahren wird heute von der Deutschen Lufthansa Berlin-Stiftung betrieben.

### Bisherige Sonderbemalungen
Über die Flugzeugbemalung in den regulären Lufthansa-Farben hinaus waren bzw. sind im Linienverkehr des Öfteren Sonderbemalungen zu sehen:
| Flugzeugtyp     | Luftfahrzeugkennzeichen | Bemalung                      | Zeitraum | Bild |
| --------------- | ----------------------- | ----------------------------- | --- | ---- |
| Airbus A320-200 | D-AIUQ                  | „25 Jahre Flughafen München“  | Mai 2017 bis Januar 2018 |      |
| Airbus A321-100 | D-AIRR                  | „Kranichschutz Deutschland“   | Oktober 2016 bis Mai 2017 |      |
| Airbus A321-100 | D-AIRX                  | „Retro“                       | Anlässlich des 50-jährigen Jubiläums der Deutschen Lufthansa AG im Jahr 2005 erhielt der Lufthansa-Airbus A321 mit dem Kennzeichen D-AIRX von April 2005 bis Dezember 2014 eine nostalgische Sonderbemalung, die an die Lufthansa-Bemalung in der Mitte der 1950er-Jahre und damit an die „Gründerzeit der neuen Lufthansa“ erinnern soll. Er wurde auf den Namen „Weimar“ getauft. |      |
| Airbus A321-100 | D-AISQ                  | „Fanhansa Mannschaftsflieger“ | Juni/Juli 2018 |      |
| Airbus A340-300 | D-AIGX D-AIGY           | „Star Alliance“               | GX: Dezember 2015 bis März 2018 GY: Dezember 2015 bis März 2018 |      |
| Airbus A340-600 | D-AIHK D-AIHZ           | „FC Bayern München“           | HK: Juli 2016 bis Juni 2017 HZ: Juli 2017 bis März 2018 |      |
| Boeing 747-8I   | D-ABYI                  | „Fanhansa Siegerflieger“      | Mai 2014 bis Juli 2018 |      |

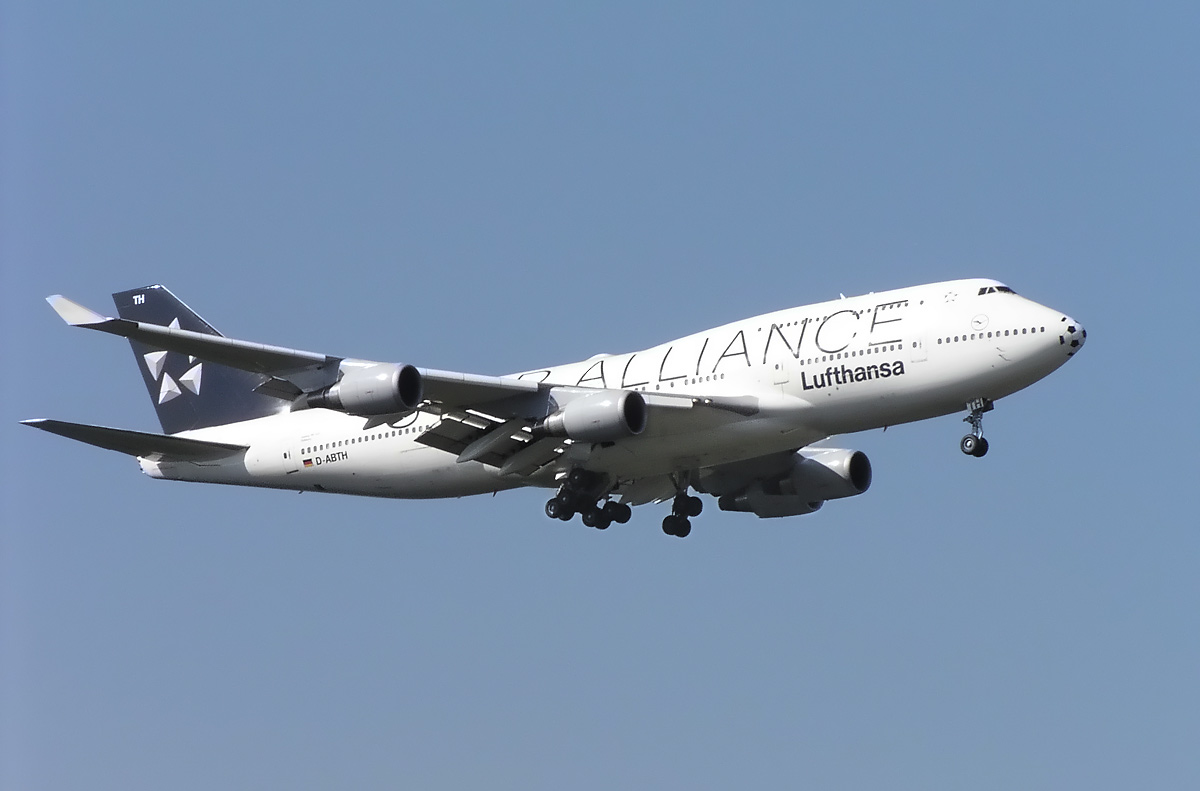
Obwohl die Deutsche Lufthansa AG nicht zu den offiziellen Sponsoren der Fußball-Weltmeisterschaft 2006 in Deutschland gehörte, versah sie einige ihrer Lufthansa-Flugzeuge, sei es in Standardbemalung oder in den Allianzfarben, mit einer „Fußball-Nase“, indem die Radarantennenverkleidung am Bug mit den typischen schwarzen Fünfecken und weißen Sechsecken des klassischen Lederfußballs verziert wurde (im Bild die Boeing 747-400 Duisburg der Lufthansa in Star-Alliance-Farben zugleich mit der Lufthansa-„Fußball-Nase“).

Da jedes Mitglied der Star Alliance sich verpflichtet hat, mindestens ein Flugzeug in seiner Flotte im Corporate Design der Star Alliance zu lackieren, befinden sich auch in der Flotte der Lufthansa immer wieder mal Flugzeuge in der Bemalung der Star Alliance, die sich im Design von der Star-Alliance-Bemalung der anderen Allianzmitglieder lediglich durch das jeweilige, dezent angebrachte Unternehmenslogo der Lufthansa unterscheiden. Aus ähnlichen Gründen, wie bei der Star Alliance, flog ein Flugzeug der Lufthansa Cargo AG im WOW-Look, um weltweit für diese Logistik-Allianz zu werben.
Der Airbus A321 D-AIRY „Flensburg“ zeigte am Heck die Fernsehfigur „Die Maus“, da die Entstehung und Inbetriebnahme des Flugzeugs 1999 vom WDR für Die Sendung mit der Maus in neun Folgen verfilmt wurde.